# Etrusken

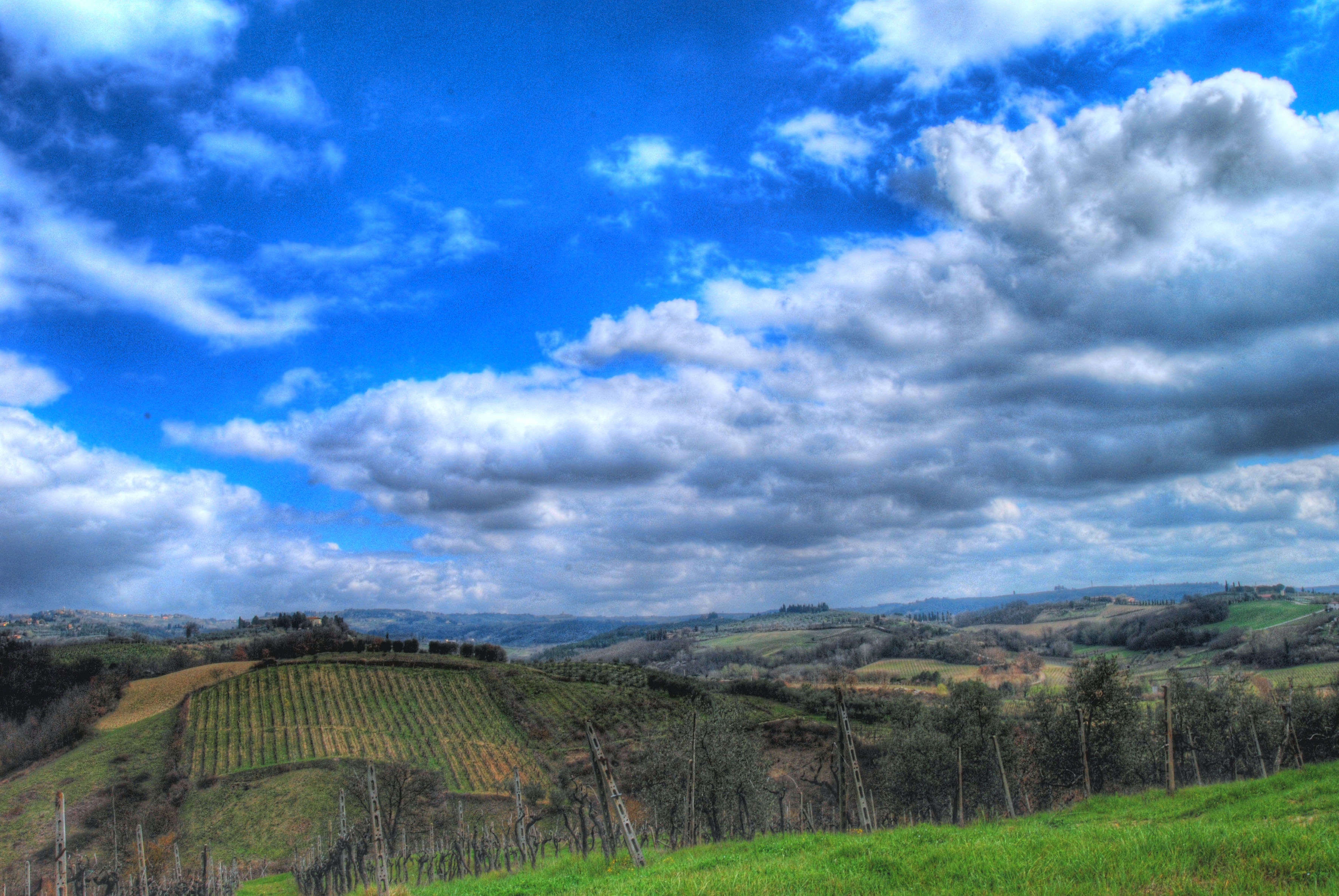
Wijngaarden in Etrurië (nu Noord-Toscane)

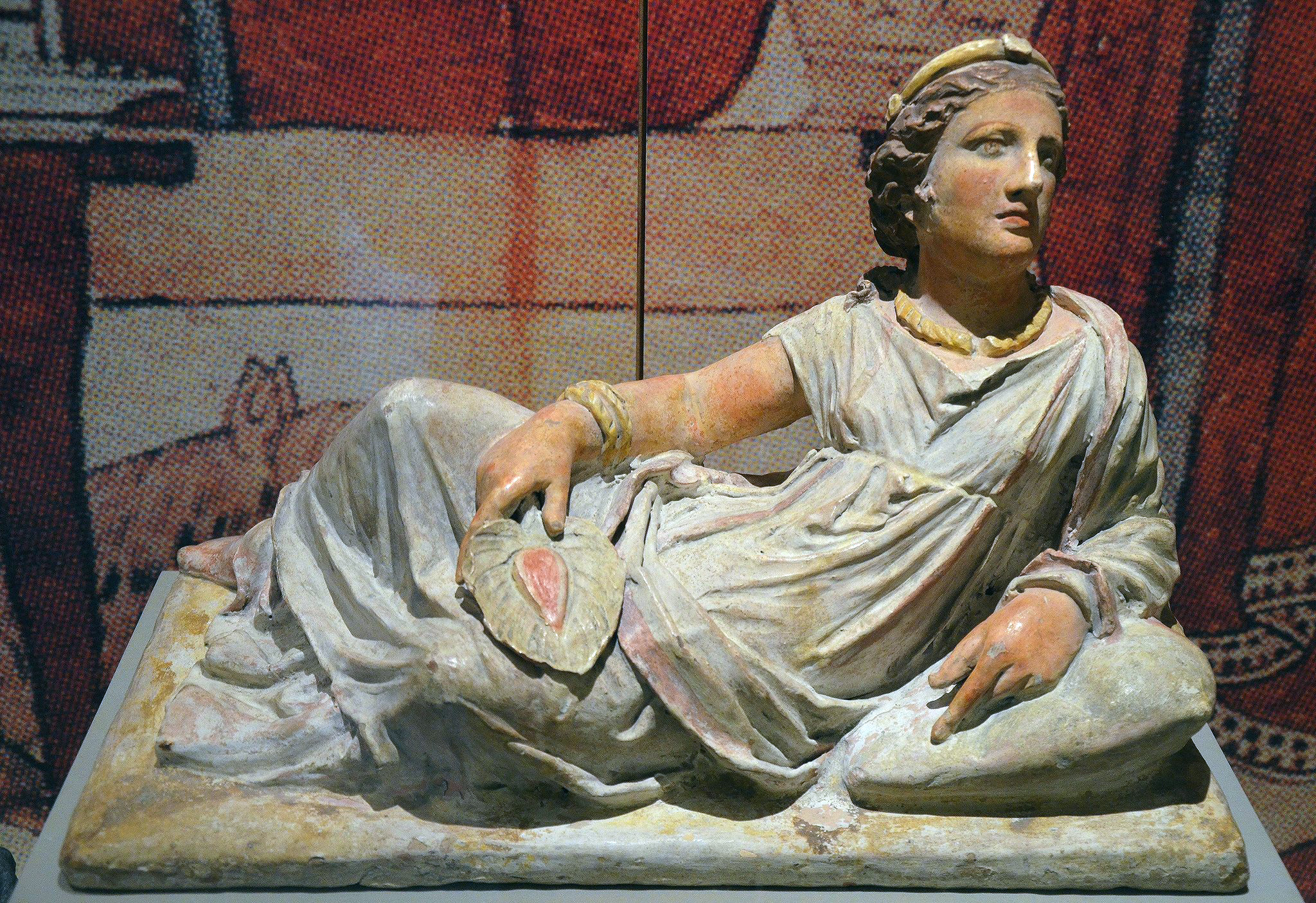
Etruskische vrouw. Deksel van een terracotta sarcofaag, 150-120 v.Chr. uit Chiusi, Badisches Landesmuseum Karlsruhe.

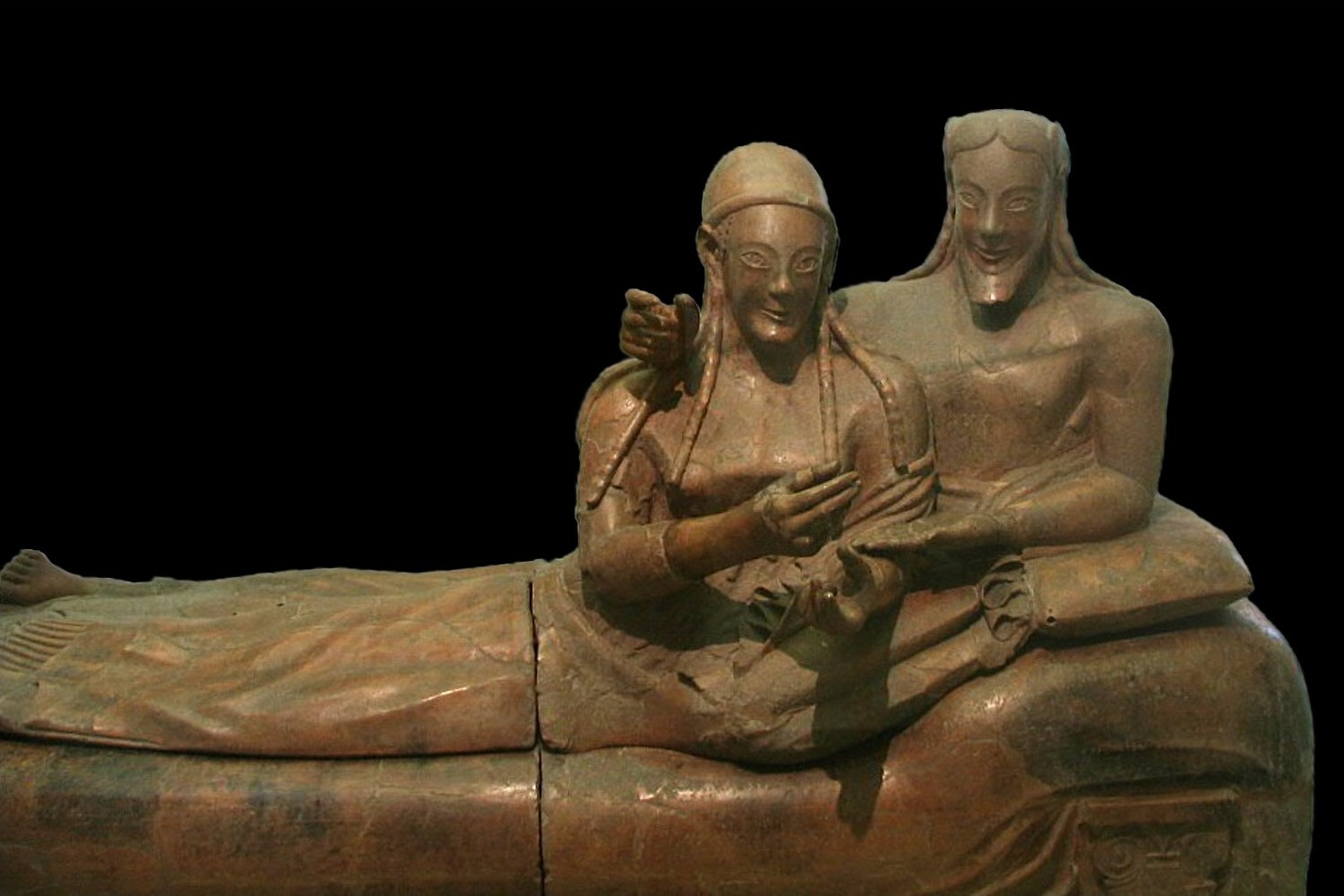
Sarcofaag met het echtpaar uit Cerveteri. Aardewerk. 6e eeuw v.Chr. Rome, Villa Giulia. Dit object beeldt een echtpaar af dat aanligt bij een symposium. De voorstelling is tekenend voor de rol van de vrouw in de Etruskische samenleving. Vrouwen werden in de Griekse en Romeinse cultuur niet geacht bij symposia aanwezig te zijn.

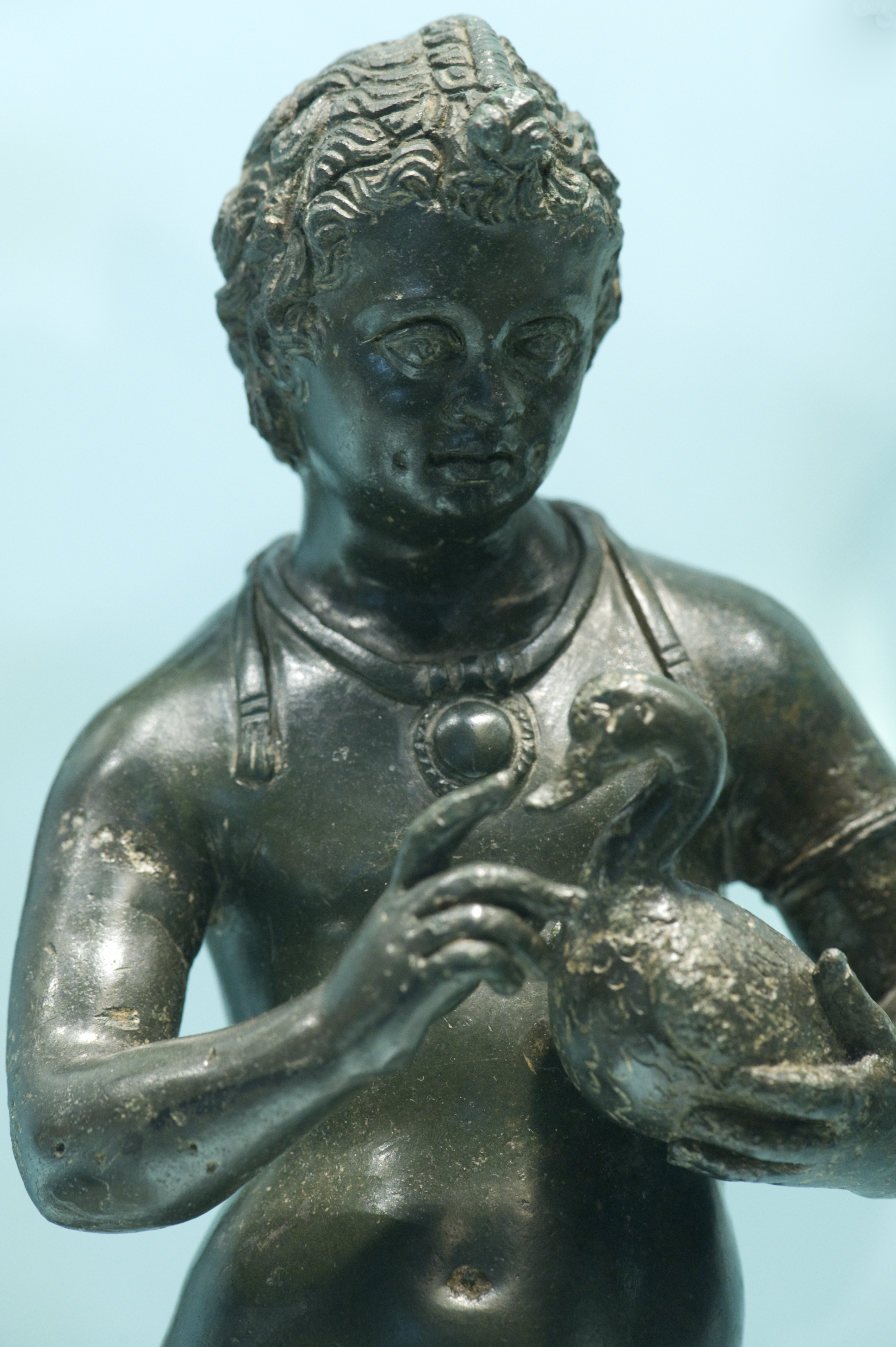
Beeldje van een jonge jongen met watervogel (detail) uit Montecchio. Brons. Ca. 100 v.Chr. Leiden, RMO.

De Etrusken (Gr. Τυρσηνοί/Tyrsênoi of Τυρρηνοί/Tyrrhênoi; Lat. Tusci of Etrusci; Etr. Rasenna of Rasna) vormden een bevolkingsgroep met een eigen taal, het Etruskisch, en een eigen religie en cultuur. Hun gebied had de Apuaanse Alpen, die evenwijdig lopen met het dal van de Arno, de Tiber en de Tyrreense Zee als grenzen en ligt in het huidige Toscane, een deel van Umbrië en Latium op het Apennijns Schiereiland. Dit gebied noemt men in dit kader Etrurië.
De Etruskische cultuur is de eerste grote beschaving op het Italiaanse schiereiland. In hun bloeitijd (7e – 6e eeuw v.Chr.) vormden de Etrusken een van de hoogst ontwikkelde volken van de oudheid. De Etrusken vormden een betrekkelijk klein volk, zeker in vergelijking met de Grieken uit de klassieke oudheid, maar waren toch de eersten die een poging deden om het Italiaanse schiereiland te verenigen.
Rome werd 150 jaar door Etruskische koningen geregeerd en de Romeinen, die zich voor een deel vermengden met de Etrusken, dankten hierdoor hun schrift, cultuur en godsdienst ook voor een groot deel aan de Etrusken. In 280 v.Chr. versloegen de Romeinen de Etruskische steden definitief, maar de culturele invloed bleef doorwerken. Veel belangrijke Romeinse geslachten waren van oorsprong Etruskisch. Een bekende Etrusk die zeer goed geïntegreerd was in de Romeinse politieke elite en in Rome woonde was Maecenas (hij schreef wel in het Latijn, maar beschouwde zichzelf als Etrusk) en ook de beroemde dichter Vergilius had Etruskische voorouders. De bekende Romeinse keizer Trajanus was ook afkomstig uit een Etruskisch geslacht; de Ulpii. 
Op munten van de vrouw van de Romeinse keizer Trajanus Decius (die regeerde van 249 tot 251) is haar naam Herennia Etruscilla vermeld. Hun zoon was Herennius Etruscus, wat in beide gevallen wijst op afstamming van een Etruskische Familie.

## Eigen identiteit
Ondanks de sterke beïnvloeding door de Griekse cultuur en de culturen van het Oosten (die vooral na 700 v.Chr. waarneembaar werd) had de Etruskische cultuur steeds een eigen identiteit. Zo hadden de Etrusken, met uitzondering van enkele leenwoorden, een eigen taal, die noch een Indo-Europese taal, noch een Semitische taal was. Daarnaast waren bepaalde gebruiken niet in overeenstemming met de Italiaanse tradities. Zo was de rol van de vrouw in de Etruskische samenleving uniek. Er was volledige gelijkheid tussen man en vrouw. De Etrusken kenden net als de Grieken het gebruik om de wil van de goden in de ingewanden van offerdieren te lezen, wat echter niet op een oosterse afkomst hoeft te wijzen. De culturele verschillen met de omringende Italiaanse volkeren waren zo groot, ook in de ogen van de toenmalige waarnemers, dat in de oudheid al vanaf Herodotos werd gespeculeerd over de herkomst van de Etrusken.

## Economie
De economische basis van Etrurië was agrarisch. Volgens Plinius de Oudere was de tarwe van Clusium uitstekend en de beste wijngaarden van Italië bevonden zich net als vandaag in Toscane. In de bossen werd op everzwijnen en herten gejaagd. De Etrusken fokten ook paarden, runderen en varkens. De dalen van de Arno, Tiber, Ombrone en kleinere riviertjes vormden de belangrijkste routes waarlangs men zich verplaatste. Het reliëf en de wouden maakten reizen in Etrurië niet gemakkelijk voordat de Romeinen er wegen aanlegden. Muilezels werden gebruikt als lastdier.
IJzererts werd ontgonnen in de mijnen van het eiland Elba en er ter plaatse bewerkt tot ijzer. Het werd ook verscheept naar de Etruskische steden en verkocht aan de Grieken in Groot-Griekenland.
Kopermijnen waren aanwezig in het dal van de rivier Cecina. Door de zeer succesvolle handel in ijzer (destijds een nieuw en kostbaar product), het contact met Gallië, Noord-Europa, Carthago, Egypte, Syrië, Griekenland (o.a. Athene en Korinthe) en de Griekse kolonisten op het Italiaanse schiereiland heeft de Etruskische cultuur zich kunnen ontwikkelen tot een van de meest hoogstaande van Europa. Van de Griekse kolonie Cumae in Italië namen de Etrusken het schrift en de techniek over om aardewerk met het pottenbakkerswiel te maken.
Het Etruskisch aardewerk en bronzen spiegels werden in de Keltische en Germaanse wereld over de Alpen en aan de kusten van de Zwarte Zee door henzelf of door tussenpersonen verkocht. In een Keltisch graf te Eigenbilzen (België) werd een bronzen Etruskische snavelkan gevonden.
Zelfs in Denemarken groeven archeologen producten uit hun regio op. Tevens werd hun wijn in deze gebieden gewaardeerd. Het waren Etrusken die de eerste wijngaarden in het zuiden van Gallië aanlegden en zo de pioniers waren van de huidige Franse wijncultuur.

## Etruscologie

### Klassieke oudheid
De Etrusken hebben een zeer rijke materiële cultuur nagelaten, maar van hun literatuur is vrijwel niets overgeleverd. Hoewel zij religieuze boeken hadden, zoals de beroemde liber linteus Zagrabiensis (waarvan een deel met ca. 1300 woorden is overgeleverd), zijn er weinig aanwijzingen dat ook andere literaire genres (dichtkunst, wetenschappelijke verhandelingen enz.) werden beoefend.
Wel vinden we talloze vermeldingen bij Griekse auteurs, zoals bij Herodotos, Dionysios, Ploutarchos, Polybios, Livius, Plinius de Oudere, Cicero, Seneca minor en anderen, maar hun beschrijvingen zijn kort of bevooroordeeld. Opmerkelijk is de grote interesse van de Romeinse keizer Claudius (10 v. Chr.–54n.Chr.) voor de Etruskische cultuur. Hij was zo gefascineerd door de Etrusken dat hij zelf Etruskisch leerde lezen van de weinigen die er toen nog kennis van hadden. Hij schreef in het Grieks een 20 delen tellende - niet overgeleverde - geschiedenis van de Etrusken, de Tyrrhenica.

### Ontstaan van de etruscologie als wetenschap

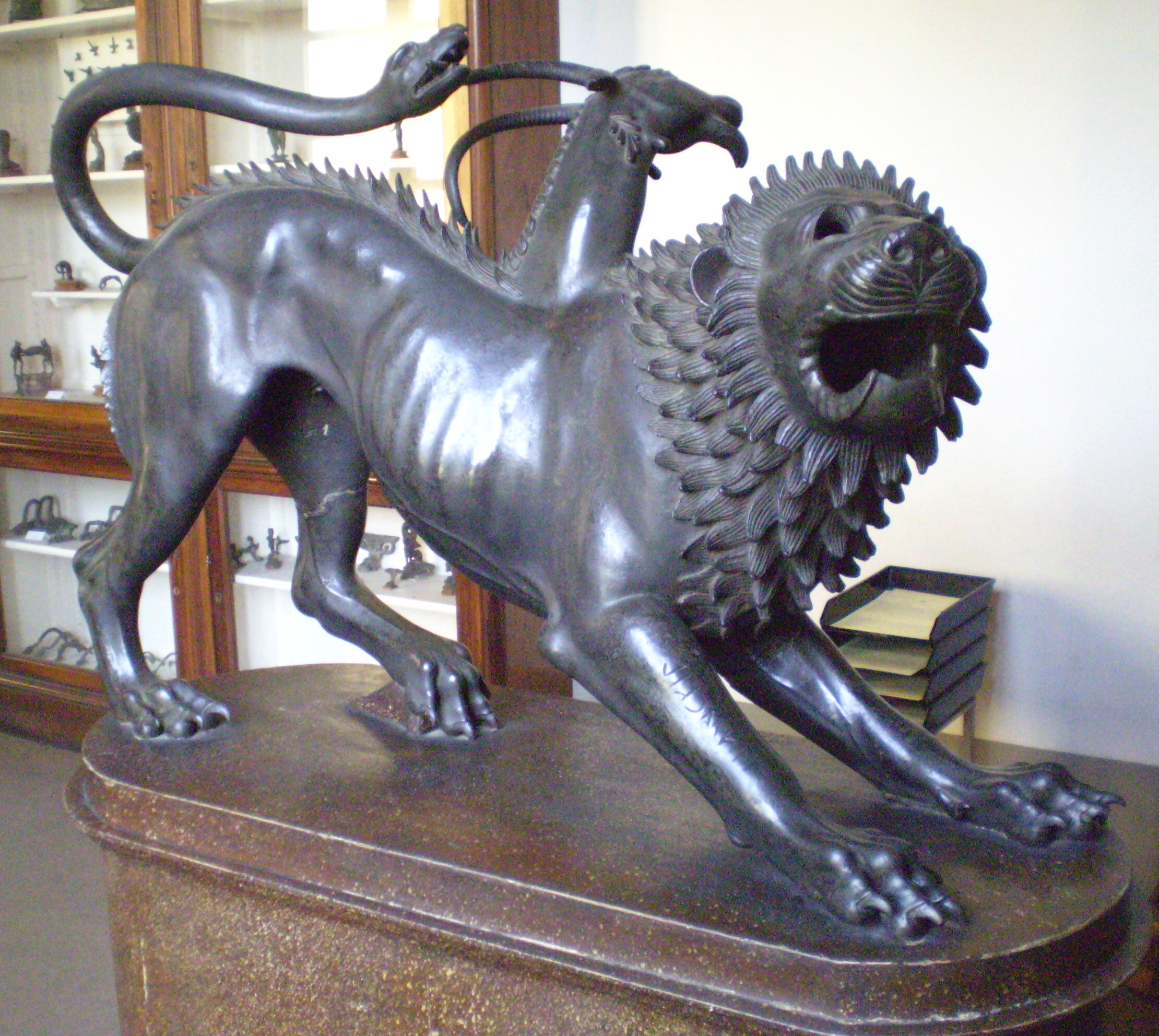
De beroemde Chimaera van Arezzo, gevonden in 1553. Brons. 4e eeuw v.Chr. Florence, Nationaal Archeologisch Museum

De Etrusken stonden vanaf de renaissance weer in de belangstelling: de inwoners en heersers van Toscane en Umbrië keken met trots terug op een glorieus verleden. In de 18e eeuw is er zelfs sprake van een ware etruscheria ('etruscomanie'), aangewakkerd door het populaire De Etruria regali libri septem ('Zeven boeken over het Etrurië der Koningen', 1723) van de in Italië werkende Schotse geleerde Thomas Dempster (1579–1625), en de vondst van vele topstukken. In Parijs ontstond een rijke verzameling van Etruskische voorwerpen in de oudheidkundige collectie van Philippe de Caylus, een kunstliefhebber en geleerde.
Vooral in de 19e eeuw, maar zeker tot in de 21e eeuw werden te Vulci en andere plaatsen uit winstbejag opgravingen gedaan, die de wetenschappelijke studie van dit volk veel schade berokkend hebben. Reeds in 1830 bood een Toscaanse familie in Londen antieke Etruskische vondsten te koop aan, zonder duidelijke informatie over de vindplaats. Etruskische necropoleis werden geplunderd in de zoektocht naar juwelen en andere kunstvoorwerpen. Alles wat niet mooi genoeg werd gevonden of geen handelswaarde had, werd weggegooid of vernield. Zo kwam het voor dat bij ontdekte grafinboedels met veel dezelfde vazen het leeuwendeel werd kapotgeslagen om de exclusiviteit en marktwaarde van de collecties te waarborgen en te bevorderen. Grote verzamelaars waren onder meer Lucien Bonaparte, broer van Napoleon en organisator van dergelijke opgravingen, en niet in de laatste plaats het Vaticaan (waaronder paus Pius VII en Gregorius XVI), dat in de loop van de tijd een grote collectie heeft verworven. Veel particuliere verzamelingen vormden later de kern van belangrijke museale collecties (Museo Gregoriano Etrusco, Villa Giulia, Musée du Louvre, British Museum (met de collectie Castellani), Rijksmuseum van Oudheden enz.).
Een belangrijke ontdekking in de 19de eeuw was die van het Graf van François (tomba François) (1857) in de Ponte Rotto necropolois van Vulci. Dit graf van de familie Saties werd snel beroemd omwille van zijn architectuur en bijzondere fresco's.
In de jaren zestig van de 20e eeuw werd het aantal Etruskische graven (de grens met de Villa-Nova periode is niet altijd duidelijk) geschat op meer dan 6.000, maar volgens de Italiaanse auteur Stefano Russo (auteur ivm kunst en architectuur) werden er tussen Vulci en Cerveteri meer dan een half miljoen gevonden, waarvan 90% reeds geplunderd werd, eerst in de Oudheid en nadien opnieuw door meerdere generaties clandestiene grafrovers.
De wetenschap die zich vandaag de dag met de studie naar alle facetten van de Etruskische cultuur bezighoudt is de etruscologie. Als grondlegger van de moderne etruscologie wordt de Italiaanse hoogleraar klassieke archeologie Massimo Pallottino (1909–1995) beschouwd. Zijn Etruscologia (1942) geldt als een belangrijk standaardwerk. Bij de reconstructie van de Etruskische cultuur is men vooral aangewezen op archeologisch onderzoek. Een bekend hedendaags Etruscoloog is Giuseppe Sassatelli, professor etruscologie en Italische archeologie van de universiteit van Bologna.
Het toonaangevende tijdschrift voor Etruskische studies, Studi Etruschi, werd in 1927 in Italië gesticht.

## Taal

### Teksten

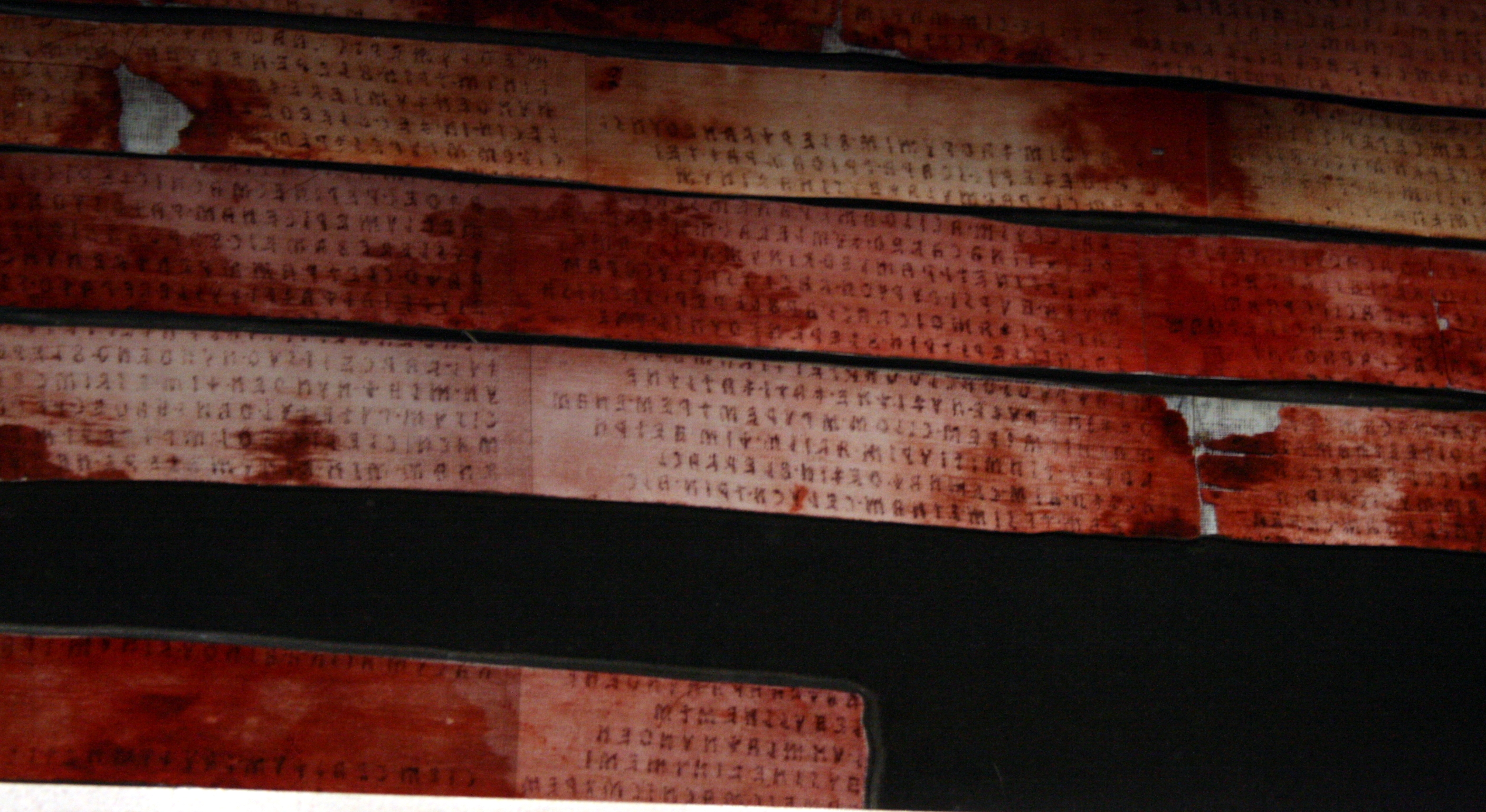
Liber linteus Zagrebiensis of Zagrebse linnen boek bevat de langste bekende tekst in het Etruskisch (3de eeuw v.Chr.)

De Etruskische lettertekens zijn verwant aan die van de Grieken. Er zijn zo'n 12000 Etruskische inscripties bewaard. Het Etruskisch is relatief makkelijk te lezen omdat zij het Grieks alfabet hanteerden, weliswaar geschreven van rechts naar links. Er zijn echter geen inhoudelijk diepgaande teksten in deze taal overgeleverd. De meeste Etruskische teksten zijn korte grafinscripties, votiefteksten of korte verklarende teksten op vazen, beeldjes, spiegels, munten en grenspalen. De langste tot nu toe gevonden tekst is een linnen boek (Liber linteus Zagrabiensis), overgeleverd als mummiewindsel, dat omstreeks 1300 woorden bevat; het betreft hier een rituele kalender. Deze rituele kalender telde tien maanden. Oktober werd de achtste maand genoemd. Octo-ber, achtste in het Latijn komt van deze jaarindeling.
Daarnaast zijn er nog enkele andere langere teksten bewaard gebleven, zoals de Steen van Perugia (juridisch document over een grensgeschil), de bronzen Tabula Cortonensis uit Cortona (lange juridische tekst over de verkoop van gronden) en de Tabula van Capua (een archaïsche religieuze tekst). Zeer uitzonderlijk zijn de gouden Plaatjes van Pyrgi (twee in het Etruskisch, een in het Fenicisch, de taal van Carthago). De plaatjes hebben het alle drie over de schenking van een tempel, maar dit zijn geen exacte vertalingen van elkaar. Ten slotte zijn er nog de Teerlingen van Tuscania (met de telwoorden van 1 tot 6 voluit geschreven) en de Lever van Piacenza, een bronzen modellever met godennamen, gebruikt bij het onderwijs voor Haruspices (zieners).

### Classificatie
Linguïsten zijn er tot nu toe niet in geslaagd om de Etruskische taal te classificeren. Vast staat wel dat het Etruskisch niet verwant is aan de andere talen van Italië (zoals het Keltisch, Latijn, Oskisch en Umbrisch). Het behoort niet tot de Indo-Europese taalfamilie en evenmin tot de Semitische talen van het Oosten. Het enige vergelijkingspunt vormt de tekst op de zogenaamde Stele van Lemnos, dat in de omgeving van de Egeïsche Zee is gevonden.
Vanuit een aantal tweetalige teksten, maar vooral vanuit de inhoudelijke en structurele vergelijking van Etruskische teksten met gelijkaardige opschriften uit het Grieks of het Latijn, zijn ondertussen zo'n tweehonderd woorden duidelijk, alsook het feit dat het Etruskisch een agglutinerende taal is.

### Voorbeeldzinnen
Hier volgen ter illustratie enkele zinnetjes in het Etruskisch:
- (op het beeld van de Redenaar uit Perugia):

"aulesi metelis ve vesjal clensi cen fleres tece sjansl tenine tuthines chisjvlics" (Vanwege Aule Metelis, zoon van Vel en Vesjia, wordt dit (beeld) geplaatst voor de eerbiedwaardige godheid Sjans, door het district Chisuli)
- (op een sarcofaag uit Tarquinia):

"...larisal crespe thanchvilus pumpnal clan zilath mechl rasnas marunuch cepen zilc thufi tenthas marunuch pachanati ril LXIII" (Crespe, zoon van Laris en Thanchvil Pumpnei, (was) zilath van het Etruskisch gebied, priester van de maro's; toen hij 1ste (?) keer zilc was en maro in het (heiligdom) van Bacchus, (was hij) 63 jaar)
- (op een grafwand in Tarquinia):

"felsnas la lethes svalce avil CVI murce capue tleche hanipaluscle" (Larth Felsnas, (zoon) van Lethe, leefde 106 jaar, hij verbleef in Capua en werd ... (?) in het (leger) van Hannibal)
- (op een oliekruikje):

"aska mi eleivana mini mulvanike mamarce velchanas" (Ik (ben) een olievaasje. Mamarce Velchanas schonk me)
- (op een grenspaal uit Cortona):

"tular rasnal" (De grens van Etrurië)

### Enkele woorden
In hun eigen taal noemden ze zich Ràsenna, 𐌀𐌍𐌍𐌄𐌔𐌀𐌓, of Rasna, 𐌀𐌍𐌔𐌀𐌓.
Tot slot enkele Etruskische woorden:
| A - ac-: maken, doen - acil: werk - ais(er): god - al-: geven - am-: zijn - antha: arend - apa: vader - arac: valk - ati: moeder - avil: jaar C - car-: doen, bouwen - cel: aarde - ci: drie - clan: zoon | F - flere: godheid H - huth: vier (of zes) L - lautni: (vrijgelaten) slaaf - leu: leeuw - lup-: sterven M - mach: vijf - malena: spiegel - math: honing - methum: stedelijk gebied - mi: ik - mul-: schenken - mutana: sarcofaag | N - nefts: kleinkind P - papa: grootvader - phersu: persoon met masker - puia: vrouw R - rasna: Etruskisch - ril: leeftijd S - sech: dochter - spur: stad - sja: zes (of vier) - sjuth: begraven, plaatsen - suthi: graf - sval: leven | T - tamna: paard - thevru: stier - tivr: maan - tin: dag - tular: grens - tur: geven - thi: water - thu: één U - usjil: zon V - vinum: wijn Z - zal: twee - zich: schrijven - zilc of zilath: magistraat |

### Namen

#### Mannen
- Achle = Achilles - Apluni = Apollonius - Arruns, verkleinwoord Ar(n)tile - Arnth - Aveles, Aule = Aulus - Caile = Caelius - Larth - Laris - Lethe - Macstrna = Magister - Porsenna - Sethre - Tinusi = Dionysos - Vel - Venel, verkleinwoord Venzile - Velthur

#### Vrouwen
- Alfia - Larthi - Lethi(a) - Lucretia - Sleparis (van Cleopatra?) - Tanaquil - Urgulania, verkleinwoord Urgulanilla (vrouw van keizer Claudius) - Velia - Vetusia - Vibia

#### Plaatsen
- Felsina = Bologna - Phersnach = Perugia, Velszna = Volsinii, Caisra = Caere, Cerveteri, Clevsin = Clusium (nu Chiusi), Curtun = Cortona

## Geschiedenis van de Etrusken

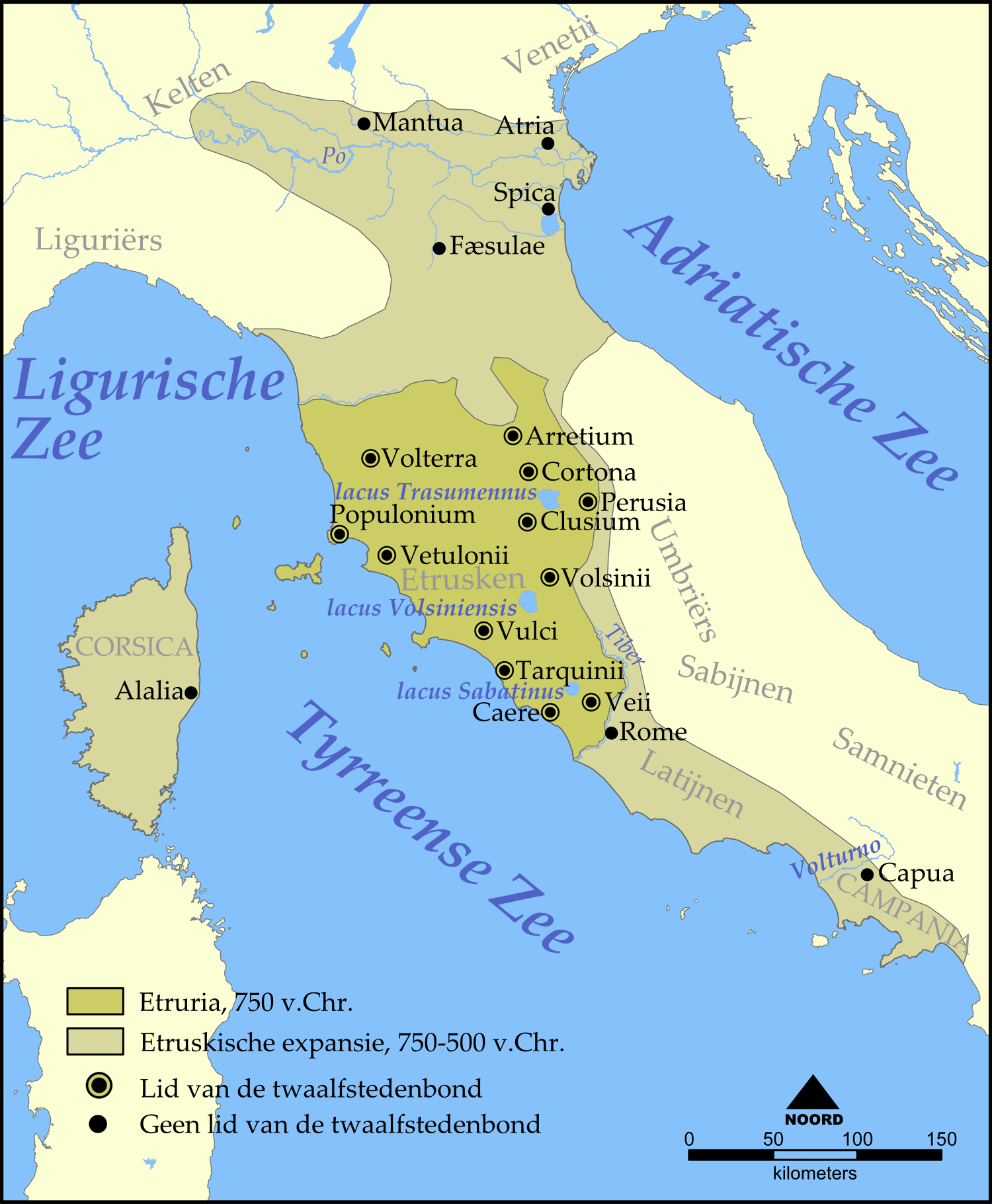
Etrurië en de Etruskische expansie (750–500 v.Chr.). Plaatsnamen in het Latijn

De vroegste aanwijzingen voor de Etruskische cultuur dateren uit de late bronstijd. Het hoogtepunt van de Etruskische cultuur ligt in de archaïsche periode (6e eeuw v.C.), neergang en einde in de klassieke en hellenistische periode.

### Villanovaperiode (ca. 1100 – 725 v.Chr.)
Hun vaderland was gelegen in Toscane, de vallei van de Tiber in Umbrië en het noorden van Latium. In Umbrië hoorde het gebied van Perugia vanaf het begin tot hun kernland en in Latium het noordwesten van deze regio, namelijk de hele linkeroever van de Tiber, het gebied rond het Lago di Bracciano en het gebied rond het Lago di Bolsena. Hun cultuur heeft haar wortels in de Villanovacultuur, maar zij begonnen het schrift pas te gebruiken omstreeks het midden van de 8e eeuw v.Chr., toen zij het alfabet overnamen van de Griekse kolonie Cumae in de Golf van Napels.

### Oriëntaliserende periode (ca. 725 – 580 v.Chr.)

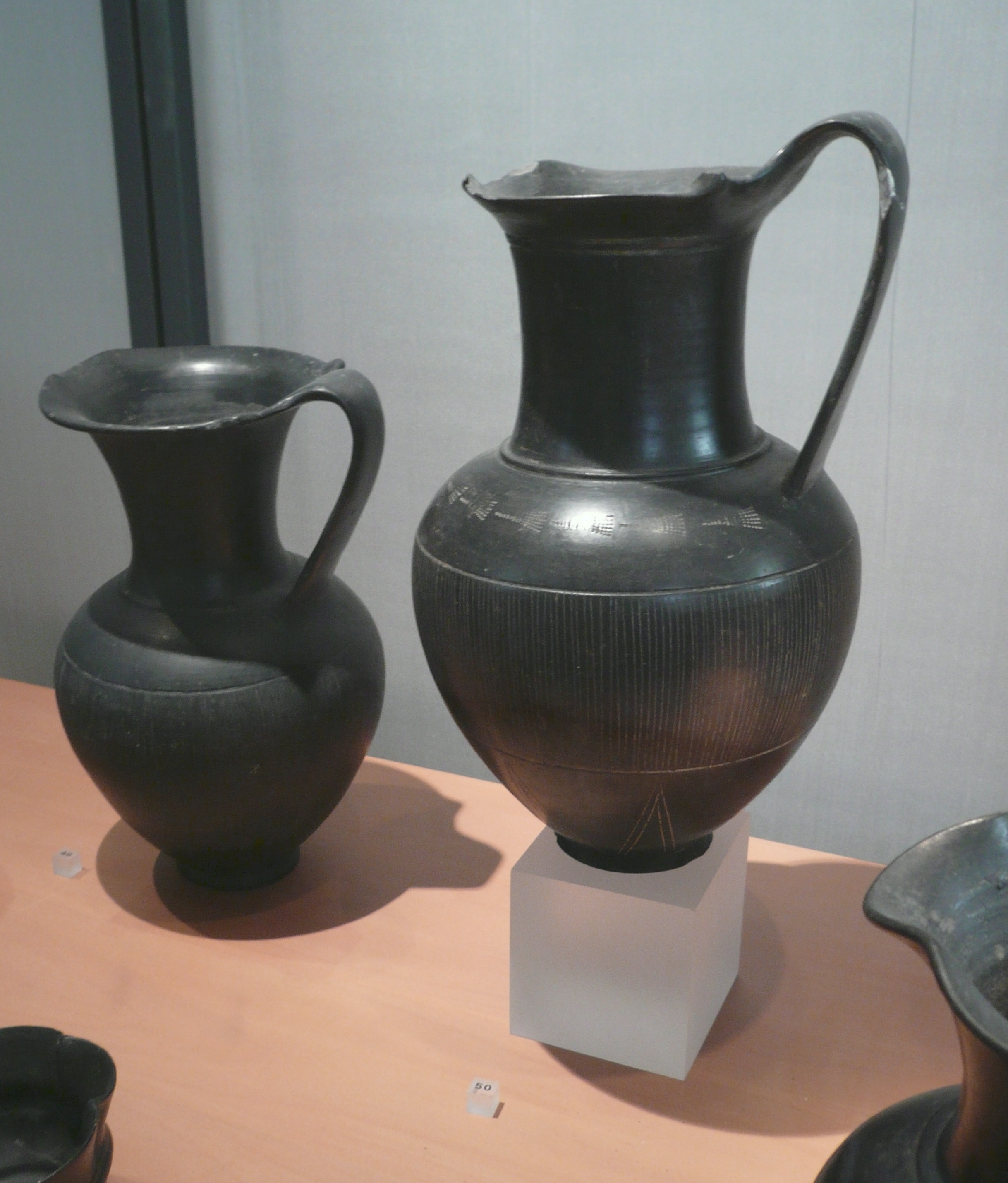
Etruskisch bucchero. Ca. 625–600 v.Chr. Marseille, Musée d'Archéologie Méditerranéenne

De Etrusken waren het eerste volk in Italië dat steden stichtte of bestaande nederzettingen, zoals Rome, samenvoegde tot een stad. Voor de duidelijkheid worden hierna enkele plaatsen eerst met hun Italiaanse naam genoemd, waarbij tussen haakjes de naam in het Latijn volgt, die in populair-wetenschappelijke boeken gebruikelijk is. Etruskische steden waren onder meer Arezzo (Arretium), Cerveteri (Caere), Chiusi (Clusium), Cortona, Falerii, Fiesole (Faesulae), Marzabotto, Norchia, Orvieto, Perugia, Populonia, Satricum, Sovana, Tarquinia, Veii, Vetulonia, Volsinii, Volterra en Vulci, Mantua en Capua (zie ook Etruskische Twaalfstedenbond).
Naast urbanisatie vond in deze periode ook de overgang van crematie naar inhumatie in grafheuvels plaats. De rijkdom die we aantreffen in deze graven, waaronder uit het oosten ingevoerd ivoor, struisvogeleieren, goud enz., kwam voort uit de ijzermijnen die nu werden ontgonnen door de Etrusken op Elba en die rond de steden Populonia en Tarquinia.
De mijnen in Etrurië leverden bovendien koper, een grondstof voor de productie van brons, dat vele toepassingen kende in wapens, vaatwerk en decoratie. Ten slotte ook zilverhoudend lood en wellicht ook tin.
De economie steunde verder op de export van wijn, landbouwproducten en ambachtelijk vervaardigde gebruiksvoorwerpen (bronzen vaatwerk en bucchero). Aan de Rhône (Zuid-Frankrijk) ruilden de Etrusken hun aardewerk voor zout, dat in de oudheid kostbaar was.

### Archaïsche periode (ca. 580 – 480 v.Chr.)
De 6e eeuw v.Chr. was toch de belangrijkste periode: men breidde de invloedssfeer uit, in het zuiden tot Campanië en later ook in de Povlakte. Via de zee waren er handelscontacten met Sardinië en Corsica en zij sloten met de Carthagers een bondgenootschap tegen de Grieken van Magna Graecia. In de Etruskische stadstaten heerste een koning of lucumo.
De stichting van Alalia door inwoners van het Griekse Phocaea in 565 v.Chr. op de oostkust van Corsica vormde een bedreiging voor de Etrusken. Vluchtelingen uit Phocaea in Klein-Azië, die uit hun stad geëmigreerd waren na de Perzische verovering in 545 v.Chr. voerden overvallen uit op de Etruskische kust. In de zeeslag bij Alalia (omstreeks 535 v.Chr.) vocht een vloot van Carthagers en Etrusken tegen de Grieken van Phocaea. De Grieken leden zware verliezen, zodat ze Corsica ontruimden. Een legende vertelt dat Griekse krijgsgevangenen in Caere gestenigd werden (Herodotos I.166, 167). Toen daarop de pest uitbrak in Caere werd het orakel van Delphi geraadpleegd.
De stad Rome werd misschien niet door hen "gesticht", maar had alleszins toch Etruskische koningen (dat blijkt uit de sage van koning Tarquinius Priscus en zijn opvolgers, de dynastie der Tarquinii) en tot een moderne stad uitgebouwd, volgens de traditie onder koning Servius Tullius.
Vanaf ca. 500 v.Chr. werden de Etrusken steeds vaker aangevallen door de Italiërs aan de ene kant en de Kelten aan de andere kant.
De Tarquinii werden in 509 v.Chr. uit Rome verjaagd. Daarmee viel voor de Etruskische steden de belangrijke landverbinding met Campanië weg.

### Klassieke periode (480 v. Chr. – 325 v. Chr.)
Voor de Siciliaanse havenstad Syracuse, de machtigste Griekse kolonie in Italië vormden de Etrusken met hun handels- en oorlogsschepen een lastige concurrent. Een gewapend conflict tussen de twee handelsblokken (Grieks en Etruskisch) werd dan ook onvermijdelijk. In 474 v. Chr. vond de Slag bij Cumae plaats tussen de Etruskische vloot en de Griekse onder Hiëro I van Syracuse, een zeeslag waarbij de Etrusken opnieuw aan het kortste eind trokken. Na het verlies van hun invloed over Latium en Campanië viel nu ook de handel met de rest van de Middellandse Zee-wereld weg, waardoor Vulci, Veii, Tarquinia en Caere hun economische basis verloren. De bevolking van Zuid-Etrurië nam af, terwijl die van de Romeinse republiek die veel kinderrijke boerengezinnen telde, juist toenam.
In 479 v.Chr. versloeg de dicht bij de Tiber gelegen stad Veii een Romeins leger bij de rivier Cremera.
Een vloot van Syracuse kon in 453 v.Chr. zonder veel weerstand enkele havensteden verwoesten, wat de economische problemen in de kuststreek verergerde.
In 396 v.Chr. werd Veii door de Romeinen veroverd. Kort daarop kregen de Etruskische steden de genadeslag door de invallende Galliërs in 390 v.Chr.. De Gallische hoofdman Brennus sloeg het beleg voor Clusium. Caere had zich tegen de Kelten en Romeinen beveiligd met enorme vestingsmuren. Rome betaalde de Galliërs een losgeld en ze trokken zich terug. Daarna voerde Rome opnieuw een beleid dat gericht was op expansie ten koste van zijn Etruskische buren.

### Etruskisch-Romeinse periode (ca. 325 – 90 v. Chr.)
Deze periode valt min of meer samen met de periode van het hellenisme in Griekenland en het Nabije Oosten, na het overlijden van Alexander de Grote. In Italië was dit een periode van economisch, cultureel en politiek verval voor de Etruskische steden. De laatste vrije Etruskische steden Caere en Volsinii werden respectievelijk in 273 en in 265 v.Chr. onderworpen. Volsinii werd hierbij volledig verwoest. In 273 v. Chr. werd bij Caere de eerste Romeinse kolonie gesticht in Etrurië, waardoor de romanisering een aanvang nam en het gebruik van Latijn in plaats van Etruskisch ingang vond. Door de economische achteruitgang nam de emigratie van Etrusken naar andere streken rond de Middellandse Zee toe.
Een deel van Etrurië werd door Hannibal geplunderd tijdens de Tweede Punische Oorlog (218 v.Chr. tot 202 v.Chr.). Bij het Trasimeense Meer behaalde hij een grote overwinning op Rome. In de 3de eeuw v. Chr. verloor Caere de controle over zijn kuststrook, waardoor Rome het afsneed van handel via de zee, precies de belangrijkste bron van welvaart. De bevolking van de stad verarmde en in de eerste eeuw v. Chr. werd Caere helemaal verlaten.
In 90 v. Chr. kregen de Etrusken het Romeinse burgerrecht, waardoor zij definitief in het Romeinse Rijk werden geïntegreerd. Hierdoor gaven zij hun politieke en sociale identiteit op. Enkel Noord-Etrurië bleef economisch welvarend, dankzij landbouw en de grote keramiekproductie in Arezzo (Arretium), maar ook hier verdween de Etruskische taal. Het Etruskisch verdween als levende taal rond 30 v. Chr.

## Politieke en sociale structuren
Etrurië vormde nooit één staat met een centraal bestuur. Er waren onafhankelijke stadstaten die met elkaar een confederatie hadden gevormd, om samen religieuze bijeenkomsten te organiseren.
De Etruskische maatschappij had een gelaagde structuur. Bovenaan stonden koningen en aristocraten die begraven werden in een weelderig graf in een necropolis. Koningen, lucumo genoemd, voerden oorspronkelijk het bevel over het leger en waren tegelijk hogepriesters die in contact stonden met de goden. Hun functie was dus militair én sacraal. De instelling van het koningschap was algemeen. Vele namen van individuele Etruskische koningen zijn bekend, maar velen los van een historische context. Toch bestaat er genoeg bewijs om te besluiten dat de monarchie in de Etruskische stadstaten bewaard bleef, lang nadat ze verdwenen was in Griekenland en Rome. Later werden de steden iets meer gedemocratiseerd en dan zien we een "zilath" opduiken, een tijdelijk aangestelde heerser (zoals de Romeinse consul of dictator). Daarnaast waren er handelaars, ambachtslui, boeren en helemaal onderaan de slaven.
De fresco's in de graven van de necropolis van Tarquinia uit de 6e en 5e eeuw v.Chr. tonen ons een levenslustig volk dat hield van uitgelaten feesten, met dans en muziek. Wat nog het meest opvalt is een – voor die tijd, en in vergelijking met Griekenland of Rome – hoogst ongewone sociale gelijkheid tussen man en vrouw. Etruskische vrouwen lagen naast hun man mee aan de feesttafels en namen deel aan uitingen van het openbare leven. Etruskische vrouwen uit de aristocratie konden lezen en schrijven en van ten minste één vrouw, werd door onderzoek van haar skelet vastgesteld dat ze te paard reed, net als een man. Toch werden vrouwen voor een aantal functies uitgesloten: er waren geen vrouwelijke rechters, koningen of zilath's (hoge magistraten). Ook werden minder graven voor vrouwen gebouwd dan voor mannen. Ondanks pogingen om de positie van de vrouw apart te bestuderen, kan men enkel informatie over hen vinden via hun positie als moeder of echtgenote.
De meeste Etruskische meisjes waren voorbestemd voor het huwelijk.

## De Etrusken op zee
Voordat de heerschappij over de westelijke Middellandse Zee in handen kwam van Rome, ontplooiden de Etrusken er naast de Feniciërs en de Grieken een erg belangrijke bedrijvigheid op zee. In oude teksten wordt verteld dat de Etrusken een sterke band met de zee hadden. Volgens een legende, kwamen ze na een lange oversteek vanaf de oevers van de Egeïsche Zee aan in Italië. De naam die de zee krijgt aan de Toscaanse kant van het schiereiland is afgeleid van de benaming die de Grieken aan de Etrusken gaven: de Turrhènoi of Tursènoi. Hun aanwezigheid op zee werd overigens gevreesd als we de Griekse bronnen mogen geloven. Die beschuldigden hen van piraterij. Er werd zelfs verteld dat Dionysos Etruskische piraten die hem ontvoerd hadden in dolfijnen veranderde.
In werkelijkheid waren het een klein aantal Griekse kapers, met basis op de Liparische eilanden ten noorden van Sicilië, die de scheepvaart langs de kusten van Italië, Griekenland en Cyprus bedreigden.
De welvaart van de steden aan de kust van Etrurië, hun belangrijke havenactiviteit (met name in Pyrgi en Gravisca) en ten slotte de wijde verspreiding van hun producten – wijn, vaatwerk in zwart aardewerk (bucchero) en brons – geven blijk van een actieve betrokkenheid van de Etrusken in de scheepvaart die het zuiden van Italië, Sicilië en Carthago, maar ook Ligurië, het zuiden van Gallië en Spanje aandeed. De ruilhandel tussen Etrurië en het zuiden van Frankrijk werd onderhouden vanaf het einde van de 7e eeuw v.Chr. Ze verraadden een groot volume aan ruilhandel met Marseille en de streek waar de Etrusken met name tin insloegen dat via de Rhônevallei vanuit Cornwall aangeleverd werd. Dankzij de snelle ontwikkeling van de onderzeese archeologie heeft men langs de kusten een vijftiental wrakken kunnen onderzoeken die geladen waren met ladingen Etruskische producten, meer bepaald de amfora’s met wijn van Cerveteri. Ook aan de Adriatische kust was er een bloeiende kustvaarthandel vanuit de havens Spina en Adria. Daarbij werd een beroep gedaan op Etruskische bemanningen die met name uit Bologna afkomstig waren. Men heeft daar gedenkstenen gevonden waarop boten afgebeeld staan.
Ongetwijfeld was er veel concurrentie. Hoewel de Etrusken het meestal en al vrij vroeg goed konden vinden met de Feniciërs, lijken de relaties met de Griekse steden en hun vloten in het beste geval onduidelijk te zijn en in het slechtste geval gewoon te botsen. Daarvan heeft de geschiedenis twee beroemde episodes onthouden. Rond 540 v.Chr. lokte de vestiging van uit Phocis afkomstige Grieken in Alalia op Corsica, tegenover de Toscaanse kust, een vastberaden reactie van de Etrusken uit. Samen met de Carthagers vernietigden ze ter hoogte van Sardinië de vloot van Phocische kolonisten. De Grieken moesten daarop Corsica verlaten, waarop het eiland onder Etruskisch gezag kwam. In 474 v.Chr., tijdens een aanval op Cumae, konden de Etrusken echter niet vermijden dat hun vloot vernietigd werd door de zeemacht van Syracuse, aangevoerd door de tiran Hiëro. Deze Griekse overwinning, bezongen door de dichter Pindarus, bracht een fatale klap toe aan de Etruskische zeemogendheid, die inmiddels aan het tanen was. Ze lijkt zich daarna meer te richten op het roven dan op de handel.
In antwoord daarop voeren de Grieken razzia’s uit op de Etruskische kusten, met name in 453 v.Chr. in het wijndistrict van het eiland Elba en in 384 v.Chr., als de gaven in het heiligdom van Pyrgi geplunderd worden door Dionysios I van Syracuse.
Als we ons een beeld willen vormen van de Etruskische schepen blijven de documenten met afbeeldingen die in Etrurië gevonden werden de beste bronnen. Ongeveer tot het midden van de 6e eeuw hebben oorlogsschepen en koopvaardijschepen hetzelfde algemene silhouet. Dat is een teken dat de piraterij en de handelsactiviteiten nog niet echt van elkaar gescheiden waren. Het schip heeft een vierkant centraal zeil, eventueel een rij riemen, de voor- en achtersteven steken hoog uit en de voorsteven maakt een scherpe hoek. Dat laatste is misschien de voorloper van de ramsteven, een uitvinding die door Plinius de Oudere toegeschreven wordt aan een Etrusk uit Pisa. Ten tijde van de grootste maritieme expansie (einde 6e – begin 5e eeuw v.Chr.) ontwikkelt de architectuur van de schepen zich in verschillende richtingen. De oorlogsschepen waren uitgerust met een robuuste ramsteven. Een vierkant zeil en verschillende rijen roeiers zorgden voor de aandrijving. Ze vervoeren gehelmde en geharnaste zee-infanterie die kon vechten vanaf een burcht die aan de voorsteven van het schip lag. De handelsschepen hadden één of twee vierkante zeilen. Hun voor- en achtersteven waren spitser en zo goed als symmetrisch. In de Tombe van het Schip in Tarquinia is daarvan een mooi voorbeeld bewaard, en zo houdt ze de herinnering aan die Etrusken van de zee levendig.

## Religie

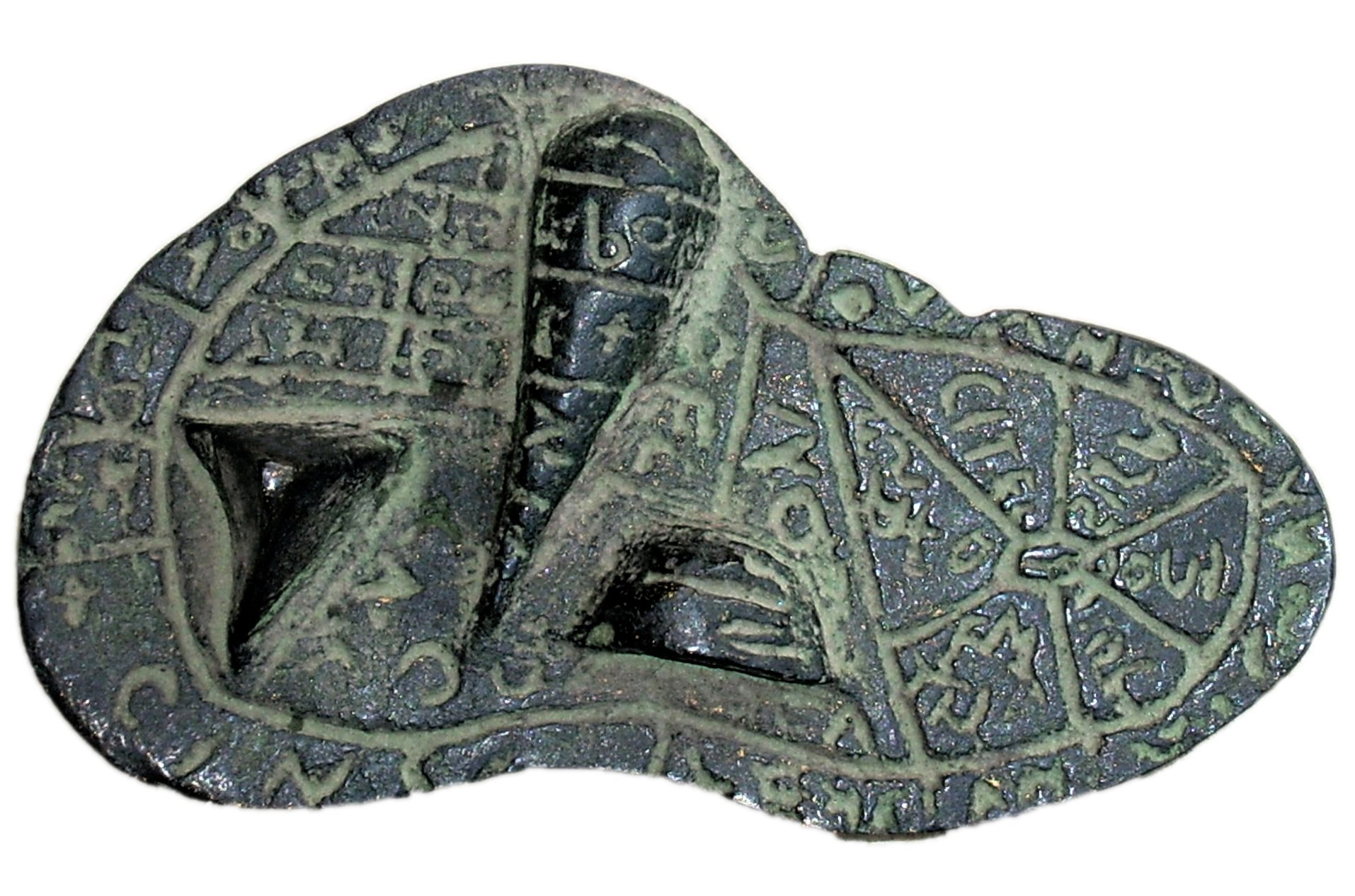
De beroemde bronzen lever van Piacenza (ca. 100 v.Chr. Museo Archeologico di Piacenza.). Dit Etruskische model van een schapenlever diende vermoedelijk om beginnende haruspices het leverschouwen te leren. Op de lever zijn verscheidene indelingen aangebracht, waarin diverse namen van Etruskische goden staan.

Volgens de Romeinse schrijver Livius waren de Etrusken meer dan enig ander volk gehecht aan religieuze praktijken. Godsdienst en het zoeken naar voortekenen waren uiterst belangrijk. Hun godenwereld en mythologie waren gebaseerd op de Villanovacultuur. In de steden aan de kust die intens handel dreven met de Griekse wereld werden naast hun eigen godheden ook enkele Griekse goden vereerd onder een Etruskische naam. Daarnaast werden de Etruskische godinnen Uni en Vea gelijkgesteld met de Griekse godinnen Hera en Demeter.
De sagen van de Griekse helden Achilles en Odysseus (uit de Trojaanse oorlog beschreven door Homeros), Herakles en Theseus waren bekend. Afbeeldingen van een centaur werden eveneens gevonden. Centauren waren reeds heel vroeg in Zuid-Etrurië bekend, wellicht via de Griekse kolonies in Groot-Griekenland, waarmee handelsrelaties bestonden.
Ze ontwikkelden het begrip van een goddelijke trias (= triade), later overgenomen door de Romeinen. Deze bestond uit Tinia (= Jupiter / Zeus), Uni (= Juno / Hera) en Menrva (= Minerva / Athena). Laran was een oorlogsgod. Hij was de zoon van Tinia en Uni.
Verder vereerden ze Apulu (Apollon/Apollo), Artames (Artemis/Diana), Fufluns (Dionysos/Bacchus) de god van de wijn, Turan (Venus) die beschermgodin van de stad Vulci was en Turms (Mercurius).
Charun was een demon die vaak werd afgebeeld met een grote hamer. Charun stond waarschijnlijk in verband met Charon, de veerman uit de onderwereld van de Griekse mythologie. Charun kwelde de zielen van de overledenen en bewaakte de onderwereld. Zijn vrouwelijke tegenhanger is Vanth. Een andere vrouwelijke demon uit de onderwereld was Tuchulca. De enige voorstelling van Tuchulca, die wij kennen, is een weergave op een fresco in het Graf van Orcus II in Tarquinia,

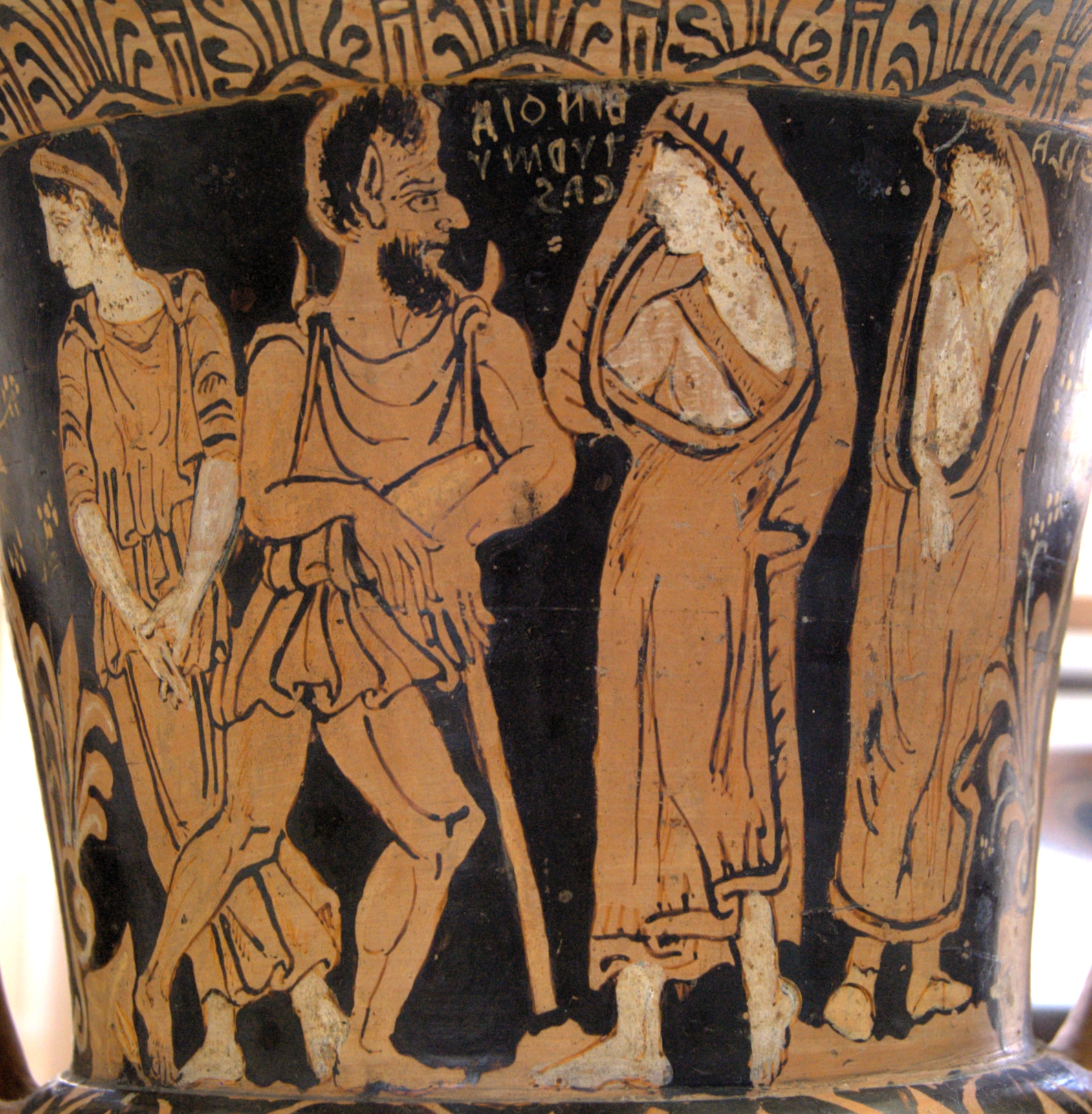
Charun op een Etruskische vaas, Einde 4de eeuw v. Chr. - Begin 3de eeuw v. Chr.

Volgens Titus Livius kwamen ieder jaar vertegenwoordigers van de Twaalfsteden-confederatie samen in een centraal heiligdom (in de buurt van Bolsena) waar religieuze plechtigheden werden gehouden en een nieuwe leider van de confederatie werd verkozen. Deze religieuze bond was het werkelijke bindelement van de Etruskische cultuur.
Hun geloof in rituelen, voortekens en voorspellingen kwam misschien uit het Nabije Oosten. Een belangrijke beslissing werd nooit genomen zonder eerst bijvoorbeeld de lever van offerdieren, het gedrag van heilig pluimvee of de inslaande bliksem te bestuderen. Priesters en waarzeggers stonden dus heel hoog in aanzien. Hun leer die volgens hun verhalen geopenbaard was door Tages, een kind met de wijsheid van een grijsaard, stond genoteerd in de boeken van de disciplina etrusca. Deze boeken werden tot in de Romeinse keizertijd door de Romeinse machthebbers geraadpleegd. De religieuze literatuur bestond nog in de vroege middeleeuwen, in een Latijnse vertaling.

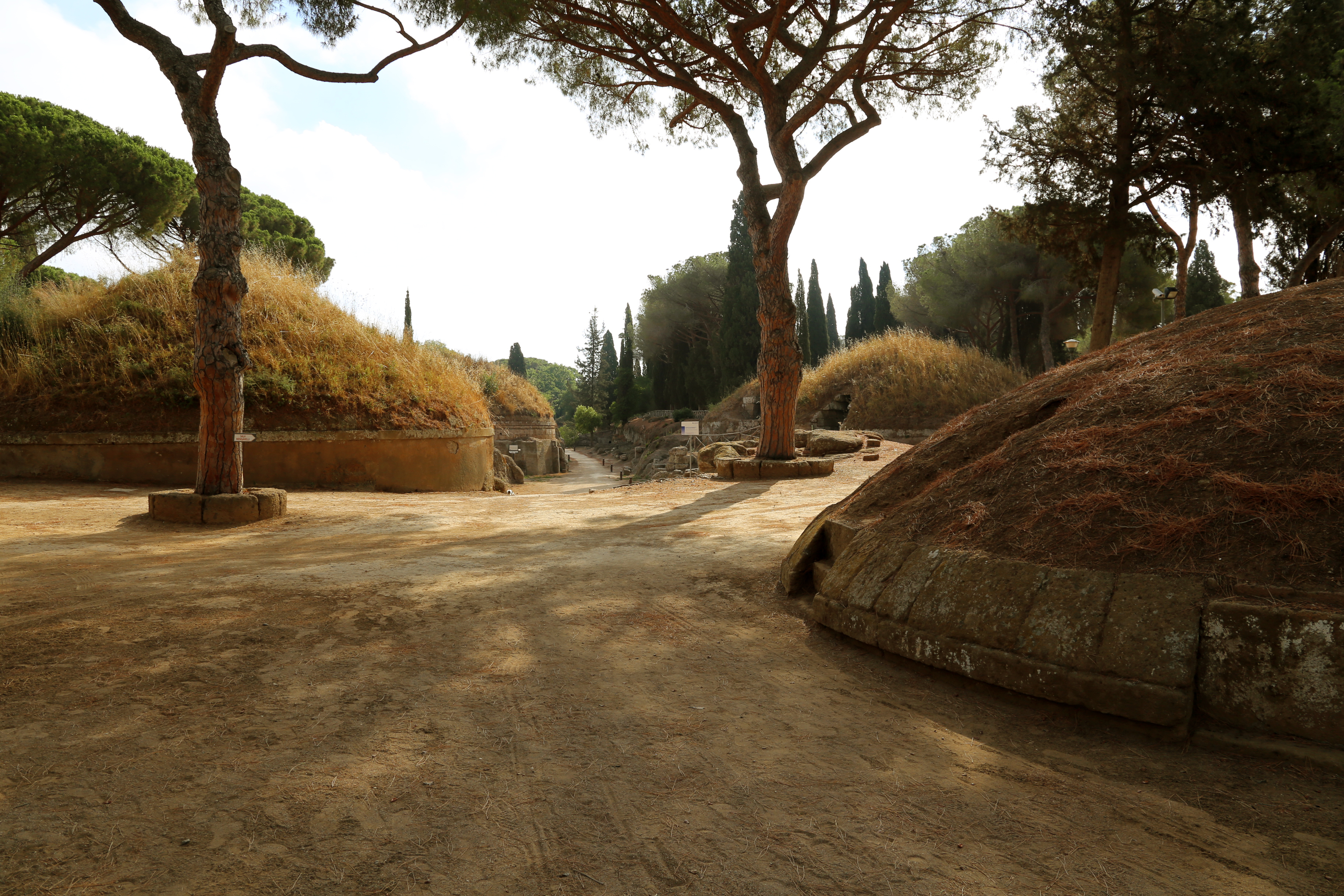
De Banditaccia-necropolis bij Caere

De archeologie heeft aangetoond dat ze geloofden in een hiernamaals. Dodencultus, voorouderverering en een fatalistisch geloof in het lot beïnvloedden het dagelijkse leven. De Etruskische dodensteden van Caere met zijn onderaardse grafkamers, ingericht als echte huizen vol prachtige beelden, vazen, juwelen en die van Tarquinia met kleurrijke muurschilderingen zijn ronduit sensationeel. Zelfs voor die tijd zijn ze bijzonder levendig. De muurschilderingen beelden begrafenistaferelen uit of scènes uit het dagelijkse leven, historische momenten. Eén fresco verwijst naar de sagen rond Troje.
Deze monumentale graven waren voorbehouden aan koningen en aristocraten, misschien ook rijke handelaren. De massa van eenvoudige boeren, dienaren en slaven begon zijn reis naar het hiernamaals echter zonder een luxegraf.

## Geneeskunde
Bij opgravingen werden chirurgische instrumenten gevonden en de Etrusken gebruikten tandprothesen. De besnijdenis werd toegepast. Archeologen vonden eveneens voorwerpen die menselijke organen weergeven zoals het hart, de longen en de lever. Daarnaast ook weergaven van baarmoeders die vreemd genoeg vanbinnen iets bevatten dat de oudste voorstelling zou kunnen zijn van een ongeboren foetus.

## Cultuur

### Stichting van steden
Van bij het aanbreken van de historische tijden waren de Etrusken de eersten die steden stichtten in centraal Italië. De rationele indeling van de stadsruimte, met straten die elkaar kruisen onder een rechte hoek, kwam echter pas later, vanaf het midden van de 6e eeuw v.Chr., onder invloed van de Griekse wereld, met name Ionië. De principes van een regelmatig urbanisme, voor zover de Etrusken die toepasten (wat niet altijd of overal het geval was), raakten dus pas in de loop van het Etruskische archaïsche tijdperk in zwang. Deze principes komen niet zozeer tot uiting in de herindeling van bestaande agglomeraties, maar wel in nieuw gestichte koloniën als Marzabotto, ten noorden van de Apennijnen, of in Etrurië de Necropoli della Banditaccia in Cerveteri, maar alleen in de sectoren die gevrijwaard gebleven waren van grafheuvels uit een ver verleden. Als we aannemen dat dat zo is, en hoe onregelmatig het grondplan ook is en hoe wankel de gebouwen ook zijn, dan krijgt de Etruskische stad vaste vorm tussen midden van de 8e eeuw en het begin van de 7e eeuw v.Chr.
In die tijd werden steden niet alleen een materiële realiteit, maar kregen ook (en essentiëler) een juridische status, als hoofdstad van een grondgebied, waarbij op eenzelfde plaats de politieke, militaire en religieuze macht verenigd worden. In het Etruskische wereldbeeld was het prestige van de stad zo groot dat ze als heilig beschouwd werd. Latijnse schrijvers bevestigen dat de Etruskische disciplina, met andere woorden de Etruskische godsdienst, onder andere voorschreven volgens welk ritueel de steden gesticht worden en de altaren en tempels ingewijd worden om te zorgen voor de onschendbaarheid van de omwallingen en de rechtmatigheid van de poorten.

### Omwallingen

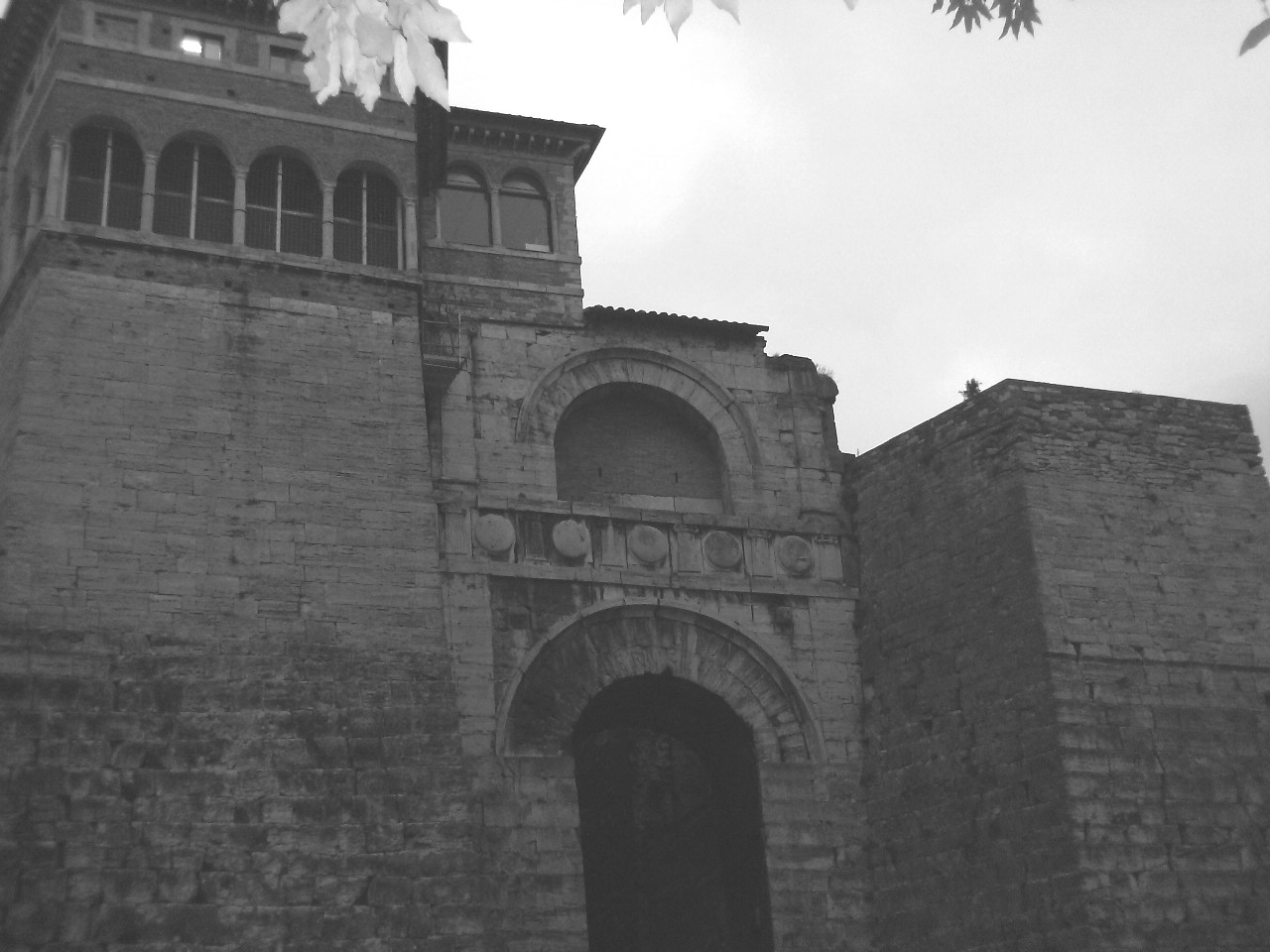
Perugia, Etruskische stadspoort

De Etrusken maakten hoofdzakelijk gebruik van de natuurlijke verdedigingsmiddelen om hun versterkte omwalling te plaatsen. In zuidelijk Etrurië, waar het reliëf uit vulkanische tufsteen bestaat, zijn de wallen vaak niet meer dan een vervollediging van de kunstmatig opgetrokken rotshellingen, die om het zo te zeggen de kern van de vestingmuur vormen. In hun oudste vorm zijn de Etruskische omwallingen terug te brengen tot een houten omheining of zijn ze opgetrokken uit onregelmatige breuksteen.
De muren van onbewerkte bakstenen, die gewoon in de zon gedroogd werden, zien we pas vanaf de 6e eeuw v.Chr. Daarvan kennen we slechts enkele zeldzame voorbeelden. De vergroting van de omwallingen, of anders gezegd: hun bouw in grote blokken steen die droog geplaatst werden begint pas in de 6e eeuw v.Chr. Dit fenomeen zien we in de grote steden en soms in de secundaire vestigingen die ervan afhingen. De omwallingen in veelhoekig metselwerk van Rosselle zijn daar een mooi voorbeeld van dat bovendien ook nog buitengewoon goed bewaard is gebleven. De bouw van muren in gehouwen steen neemt toe in de volgende eeuwen ten gevolge van de toenemende dreiging – van de Grieken, de Galliërs en de Romeinen – die op de Etruskische steden weegt. De hellenistische omwallingen van Volterra, die gebouwd is van schelpkalksteen, bekoort door de grote variatie van zijn verbindingen in onregelmatig rechthoekig metselwerk en trekt tot vandaag de dag nog zijn okergele lint rond de stad en zijn tuinen. Volgens de Etruskische godsdienst ploegde de stichter van de stad de plaats van de omwallingen om en hief hij zijn ploeg op, op de plaats waar de stadspoorten moesten komen.

### Sier- en beeldende kunsten

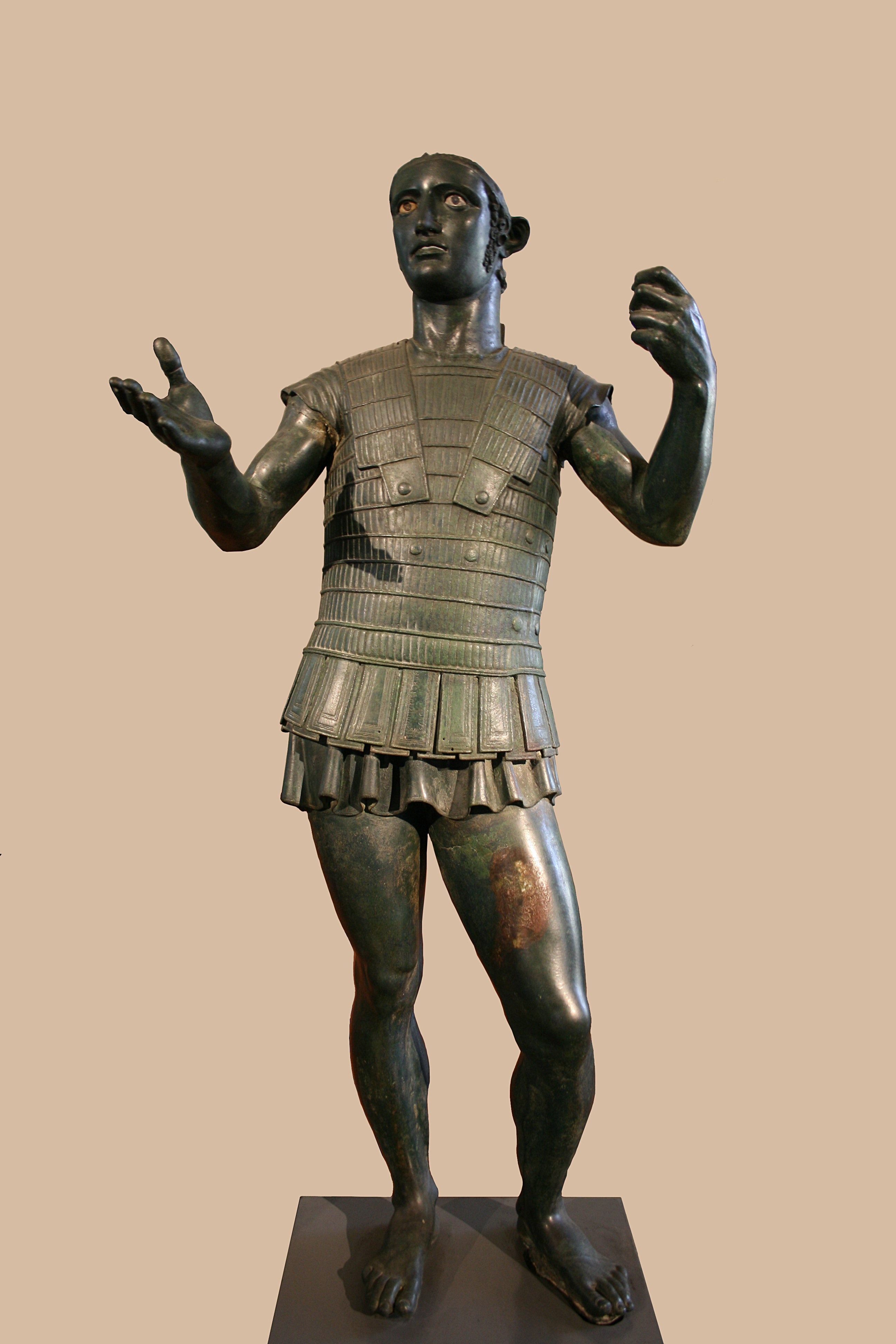
De "Mars" van Todi, brons, Vaticaanse Musea

De Etrusken hielden van kunst. Dat bewijzen hun necropolissen. Hun kunst had een eigen karakter. Zij vervaardigden geen beelden van marmer, maar maakten veelvuldig gebruik van brons en terracotta. Voorbeelden:
- de Apollo van Veii. Terracotta. Hoogte 1,8 m. Omstreeks 500 v.Chr.
- de Chimaera van Arezzo. Brons. Hoogte 80 cm. Vroege 4e eeuw v.Chr.
- de Mars van Todi. Brons. Hoogte 1,41 m. Vroege 4e eeuw v.Chr.

Hun beelden zijn realistisch en vertonen niet de tendens tot idealisering die zo typisch is voor de Griekse kunst. Hoewel taferelen uit de Griekse mythen kunnen worden afgebeeld, heeft de Etruskische kunst een heel eigen karakter.
De Etrusken waren eveneens meesters in het bewerken van goud tot juwelen. Hun schilderkunst vertoont enige verwantschap met die van de Grieken. De graven van de aristocratie waren soms versierd met fresco's in levendige kleuren. De vindplaatsen van deze fresco's zijn Tarquinia, Caere, Veio, Sarteano en Vulci.
Belangrijk was ook het aardewerk. De meest typisch Etruskische vorm van aardewerk was Bucchero dat een zwarte of asgrijze kleur had. Dit werd eerst geproduceerd in Caere in de 7e eeuw v.Chr. Bucchero werd geëxporteerd over heel het Middellandse Zeegebied en naar Centraal-Europa.

### Muziek
Uit afbeeldingen in bepaalde graven, zoals het Graf van de Luipaarden (Tarquinia), blijkt dat de rijke bovenlaag in de Etruskische maatschappij veel van muziek, dans en banketten hield. Op fresco's worden dansers uitgebeeld in sensuele, gestileerde houdingen, die nu nog in het verre Oosten (India, Bali) voorkomen. Zelfs slaven maakten feestmaaltijden klaar onder muzikale begeleiding. Voor de begeleiding kende men (in oorsprong Griekse) instrumenten als dubbelfluit en lier.
Castagnetten gaven de maat aan.

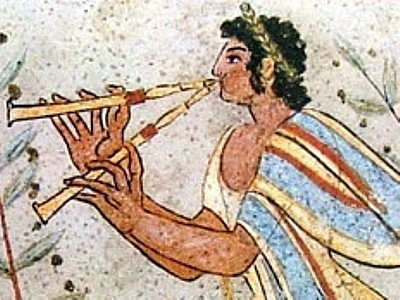
Etruskische dubbelfluit

Daarnaast kenden ze ook slaginstrumenten zoals de tintinnabulum, een geheel van metalen bellen die aan een staander hingen. Dit instrument bleef ook bij de Romeinen in gebruik. Een ander slaginstrument was de pauk (tympanum).

### Landbouw en hydraulica
Diodoros van Sicilië, die tijdens het tijdperk van Caesar schreef door zich te baseren op bronnen uit veel vroegere tijden, beschreef op deze manier Etrurië ten tijde van zijn onafhankelijkheid: Omdat de Etrusken op een bodem wonen die hen allerlei vruchten geeft en die ze nauwgezet bewerken, genieten zij van een overvloed aan landbouwproducten. Hij legt de nadruk op de kwaliteit van hun grond: 
Ze leven in een land dat alles voorbrengt en dat grenzeloos vruchtbaar is, waardoor ze een overvloed aan vruchten van alle soorten kunnen opslaan. Etrurië is inderdaad erg vruchtbaar en ontplooit zich in het algemeen over de vlakten die de heuvels scheiden van de bebouwbare hellingen. Het is matig vochtig, niet alleen tijdens de winter, maar ook nog tijdens de zomer.
Volgens het woord van andere auteurs gold dit idyllische beeld nog altijd in het Romeinse tijdperk, maar dan alleen voor het noorden van Etrurië en het binnenland, tussen het meer van Bolsena en de Val di Chiana: uitgestrekte vlakten vol tarwevelden en hellingen begroeid met wijngaarden en olijfboomgaarden. Zuidelijk Etrurië zag er toen helemaal anders uit. Tijdens het Romeinse tijdperk beschreven andere auteurs dat het door armoede geteisterd werd. De steden Veii, Cerveteri, Tarquinia en Vulci, die voordien zo welvarend waren, waren nog maar een schaduw van zichzelf. Het hele land was in droefheid gehuld.
Nu weten we ook waarom: de oorlogen, de inbeslagnemingen van gronden en de toewijzing van uitgestrekte gebieden aan slaven hadden door een gebrek aan onderhoud het Etruskische waternet ernstig beschadigd. Er was malaria uitgebroken die lelijk huis hield, vooral langs de kust in de Malarria (van het Latijnse maritima), een gebied dat trouwens pas in de loop van de 20e eeuw definitief gezond werd. De bebouwbare laag in zuidelijk Etrurië rust op een dunne laag vulkanische tufsteen. Deze ondoordringbare rotslaag zorgt ervoor dat het water niet diep kan doordringen en dat er moerassen gevormd worden, die een bron van malaria zijn. De Etrusken hadden dat goed begrepen en ontwikkelden al snel grote vaardigheden op het vlak van hydraulica. Rome zelf was daarvan een van de grote begunstigden onder de Etruskische koningen. De Latijnse historici schrijven immers de bouw van de drainageputten en van de eerste riolen toe aan de Tarquinen. Deze riolen lieten de bouw van het forum toe in een vallei die tot dan toe overstroomd was met stilstaand water. Op het platteland in het zuiden van Etrurië heeft archeologisch onderzoek ontelbare overblijfselen blootgelegd van putten, greppels en kanalen die dateren uit het Etruskische tijdperk en die het water verzamelden, afleidden en afvoerden. In Veii hadden de bewoners zelfs het water van de Cremera, dat in een bocht ten noorden van de stad lag, nuttig gemaakt door middel van een omleiding via een kunstmatige tunnel van meer dan 70 meter lang.

### Architectuur en stedenbouw
We kennen de Etruskische architectuur best uit de dodensteden, meestal necropolis genoemd. Pas recent is in Murlo een belangrijk aristocratisch paleis opgegraven en wetenschappelijk onderzocht.
Rome zou er zonder de Etrusken beslist anders hebben uitgezien. Het rioleringssysteem (Cloaca Maxima), de wegenbouw, het atrium-huis, de oudste (Romeinse) tempels, allemaal zijn ze op Etruskische ideeën gebaseerd. Op het gebied van de architectuur waren zij immers onovertroffen grootmeesters: ze voerden de boog en het gewelf in, en het gebruik van baksteen uit gebakken klei.
Voordat het hellenisme in de keizertijd de officiële Romeinse staatskunst werd, bouwden de Etrusken al eeuwen hun eigen tempels. Een voorbeeld hiervan was de Jupitertempel op het Romeinse Capitool (gebouwd onder koning Lucius Tarquinius Superbus; meer dan een halve eeuw vóór het Parthenon te Athene).
Steen is erg verbreid in Etrurië, maar de Etrusken bouwden met die grondstof alleen maar omwallingen en graftomben, tenzij die laatsten in de rotsen uitgehouwen werden. Verder blijft het gebruik van steen in de architectuur beperkt tot ophopingsmuren, de podia van de tempels en de funderingen van gebouwen. Gebouwen waren opgebouwd uit een houten geraamte en muren in onbewerkte stenen of leem dat op een latwerk van takken aangebracht werd. Het geheel werd overdekt met een laag klei. Het dak bestond uit stro voor de opkomst van het dak met pannen in de tweede helft van de 7e eeuw v.Chr. Deze pannen waren zwaar: van 11 tot 15 kg voor een vlakke dakpan van ongeveer 62 × 48 × 2,5 cm. Door de relatieve kwetsbaarheid van de muren beperkte het gewicht van de dakpannen de hoogte van de bouwwerken. Daarom hadden Etruskische gebouwen vaak een gedrongen silhouet. De broosheid van de materialen verklaart waarom de archeologen altijd volledig verwoeste gebouwen blootleggen. We kennen het grondplan ervan en we kunnen de eventuele versieringen in terracotta van het dak bewonderen. Om het voorkomen van het gebouw te reconstrueren moeten we ons baseren op andere getuigenissen, zoals de pseudoarchitectuur van de gebeeldhouwde graftomben in zuidelijk Etrurië of sommige grafurnen in de vorm van een huis.

### Fresco's in graven
Meerdere thema's zijn afgebeeld: maaltijden, dieren, demonen en worstelaars. In enkele graven zijn seksueel getinte fresco's gevonden. Volgens een interpretatie van bepaalde afbeeldingen zouden mannen en vrouwen samen sporten en werden ze gezien als gelijken. Mannen en vrouwen worden weergegeven als jong en gezond.
Er is een fresco (eind 5de eeuw v. Chr.) uit een graf dat in 1960 in Tarquinia werd ontdekt. Hierop staat een vrouw, die voorover buigt en de heupen vasthoudt van een bebaarde man voor haar. Mogelijk voert ze een fellatio uit, maar door de beschadiging, kan dat niet met zekerheid gesteld worden. Het gaat wellicht om een erotische scène, die als bedoeling had om boze geesten af te weren. Dit graf vormt een zeldzaam voorbeeld van erotiek in de Etruskische kunst, iets wat in de oud-Griekse schilderkunst en later in het Romeinse Pompeï veel vaker voorkwam.

### Wegen en verkeer
De Etrusken hebben nooit wegen gebouwd die vergelijkbaar zijn met de lange Romeinse wegen die vanaf de 3e eeuw v.Chr. hun grondgebied doorkruisten. Deze wegen, die typisch zijn voor een veroveringsmogendheid met een sterke centrale macht, vertrokken allemaal vanuit hetzelfde punt, Rome, om zo snel mogelijk de legioenen naar Noord-Italië, hun nieuwe strijdtoneel, te leiden: ze dienden hoofdzakelijke voor de militaire en economische belangen van Rome, zonder zich echt te bekommeren om de streken die ze doorkruisten. De oude Etruskische wegen zijn even verschillend van de Romeinse wegen als onze plattelandswegen in vergelijking met onze moderne snelwegen. Ze waren ontworpen voor plaatselijke behoeften en vormden een fijn netwerk dat de grote en kleine agglomeraties waarmee de streek bezaaid was met elkaar verbond. Deze wegen waren dus talrijk en relatief kort. Hun loop werd bepaald door het terrein en volgde dus de natuurlijke reiswegen, zonder buitensporige omwegen. Zo werden de tufsteenreliëfs in zuidelijk Etrurië vaak gekruist en loopt de weg langs een kunstmatige geul die af en toe, zoals in de buurt van Sovana, eruitziet als een echte bergengte (en het Italiaans een tagliata of via cava). Het oppervlak van de weg werd niet echt aangelegd en varieerde dus in functie van het doorkruiste gebied. Gemetselde kunstwerken waren zeldzaam. Enkele bruggen hadden pijlers in metselwerk van grote stenen, maar hun wegdek was vervaardigd van hout. Er was veel verkeer op deze wegen, hoofdzakelijk boerenkarren met twee wielen die getrokken werden door een span.

## Herkomst van de Etrusken
Het debat over de etnische formatie van de Etrusken wordt al sinds de oudheid gedomineerd door twee theorieën, die de geleerden van vandaag de dag nog steeds in 'oriëntalisten' en 'autochtonisten' scheiden:
1. Volgens de Griekse geschiedschrijver Herodotos (5e eeuw v.Chr.) stamden de Etrusken uit Lydië. Hij beschrijft hoe ten gevolge van een tragische hongersnood de Lydische koningszoon Tyrsènos een deel van de bevolking meegenomen heeft naar de andere zijde van de Middellandse Zee om daar een nieuw leven te beginnen en zo zouden zij in het land van de Ombrikoi (de Umbriërs) zijn terechtgekomen.[16] Deze stelling werd door vrijwel alle historici in de oudheid aanvaard. Deze volksverhuizing zou circa 1200 v.Chr. moeten hebben plaatsgevonden.
2. Dionysius van Halicarnassus (1e eeuw v.Chr.) achtte de stelling van Herodotos echter een fabel. Hij maakte een vergelijking tussen de Lydiërs en de Etrusken van zijn tijd en concludeerde dat er geen enkele verwantschap bestond. Hij beschouwde de Etrusken als een autochtone bevolkingsgroep in de streek die ruw geschetst, begrensd wordt door de Tyrreense Zee, de Tiber, de Apennijnen en de Arno.[17]

Later kwam Massimo Pallottino met een nieuwe visie. Hij was van mening dat het zoeken naar de herkomst van de Etrusken uitging van een onjuiste veronderstelling, namelijk dat volkeren één nauwkeurig te bepalen herkomst zouden bezitten. Hij wees in dit opzicht op de huidige Franse beschaving, die culturele elementen in zich bergt van de Gallo-Romeinen en van verschillende Germaanse stammen. De herkomst van de Fransen herleiden naar een van die volkeren zou de realiteit geweld aandoen. Liever sprak Pallottino dan ook van de 'vorming' van het Etruskische volk, die heeft plaatsgevonden in prehistorisch Italië gedurende eeuwen. Autochtone bevolkingsgroepen en nieuwkomers vanuit het oostelijke Middellandse Zeegebied kunnen zijn versmolten tot een volk dat in historische tijd als een eenheid werd beschouwd. De vrij sterke culturele verschillen tussen de verschillende steden maken deze visie aannemelijk.

### Stele van Kaminia

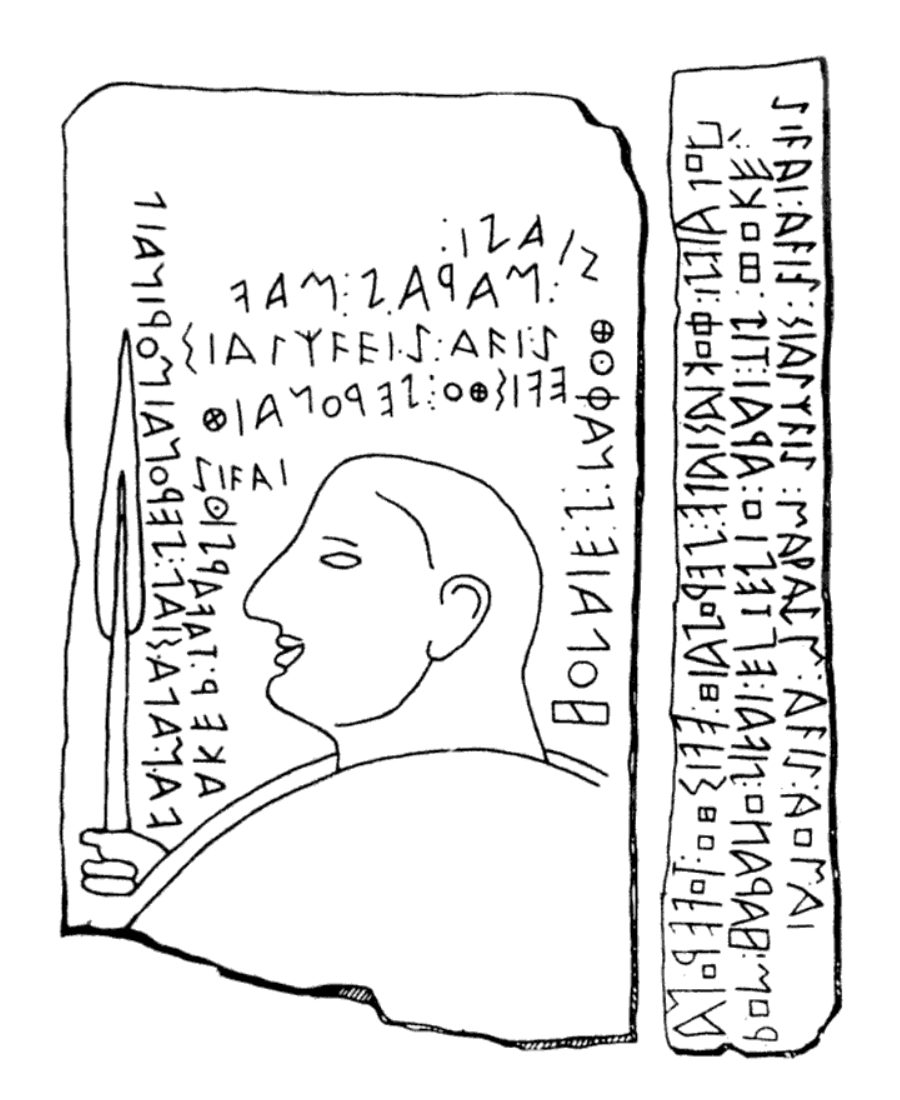
Tekening van de bekende Stele van Kaminia (ca. 510 v.C.), in 1844 gevonden op Lemnos. Het stuk bevindt zich nu in het Nationaal Museum van Athene.

Op het eiland Lemnos in het noorden van de Egeïsche Zee werd in 1884 een grafstele gevonden, de zogenaamde Stele van Kaminia, met een inscriptie in een taal (Lemnisch) die gelijkt op het Etruskisch. Het stuk werd al gauw gezien als het archeologische bewijs dat de Tyrsènoi oorspronkelijk uit Klein-Azië afkomstig waren.
Volgens een aantal wetenschappers, vooral linguïsten, betreft het inderdaad een archaïsche vorm van het Etruskisch. Daarmee zou deze vondst dus pleiten voor Herodotos' stelling van een oosterse herkomst.
Andere geleerden menen daarentegen op basis van bepaalde grammaticale uitgangen dat het Lemnisch juist een jongere vorm van het Etruskisch is (met andere woorden men heeft het eiland vanuit Etrurië aangedaan). Daarnaast dateert de stele uit circa 510 v.Chr. en men begint in Etrurië al vanaf 700 v.Chr. te schrijven. Een sterk argument van de autochtonisten is dat voor de aanwezigheid van Tyrsênoi in Klein-Azië geen archeologische bewijzen bestaan, terwijl de Etruskische materiële cultuur op het Italisch schiereiland een zeer lange navolgbare traditie heeft (tot ver vóór 1200 v.Chr.), met veel Italiaanse invloeden.
Een andere zienswijze ten aanzien van het Lemnisch (namelijk die van M. Pallottino) is dat zowel het Lemnisch als het Etruskisch twee (zeldzame) onafhankelijke overblijfselen zijn van een vóór-Indo-Europese oertaal, die bij de komst van de Indo-Europese talen zijn blijven bestaan. Deze theorie wordt tegenwoordig door linguïsten verworpen.
Zowel de Etruskische als de Lemnische taal behoren tot de Tyrrheense groep van talen. Gezien het recente liguistisch onderzoek wordt echter meer en meer duidelijk dat Tyrrheense taalgroep verwant is met de Anatolische tak van de Indo-Europese talen en dan meer bepaald tot de Luwische groep. Er is hierover echter nog steeds geen consensus.

### Literaire aanwijzingen
In de klassieke literatuur bestaan geen vermeldingen van op Lemnos wonende Etrusken. Sterker, volgens Homeros woonden er Thracische sintiërs.
Oriëntalisten menen dat de volksverhuizing heeft plaatsgevonden na 1200 v.Chr. Egyptische teksten vermelden namelijk dat rond die tijd (farao Merneptah, Ramses III) de Egyptische noordkust werd geteisterd door plunderingen van de beruchte zeevolken. Een van de volkeren zijn de Twrsh (Teresj/Tursha). Volgens sommigen zijn dit de Tyrsênoi op hun weg naar Midden-Italië.
Recentelijk is ontdekt dat Homeros een Etruskische naam noemt ("Lethos") in de context van Troje. Troje lag echter veel noordelijker dan waar Herodotos Lydië situeerde. Misschien is Herodotos' situering van Lydië als moederland van de Etrusken onjuist en lag het eigenlijke gebied van de Lydiërs vóór Herodotos' tijd noordelijker.

### Genetica
In 2007 selecteerde prof. Alberto Piazza (Universiteit van Turijn) op basis van typisch Toscaanse achternamen mannen uit drie Toscaanse steden. Hij onderzocht hun erfelijk materiaal en vergeleek dat met DNA-stalen uit andere regio's zoals Zuid-Italië, de zuidelijke Balkan, het eiland Lemnos en Turkije. In één Toscaanse stad, Murlo, trof Piazza een genetische variant aan die verder alleen in Turkije werd gevonden. Zijn conclusie luidt dat de Etrusken immigranten uit het zuiden van Klein-Azië waren.
Recent biochemisch onderzoek (mitochondriaal DNA bij Toscaanse runderen, 2007) zou duiden op een herkomst van deze rassen uit Anatolië.

## Musea

### Italiaanse musea met Etruskische collectie
Rome en Latium
- Museo Nazionale Etrusco di Villa Giulia, in 2012 uitgebreid met de Villa Poniatowski, Rome
- Museo Gregoriano Etrusco, Vaticaanstad
- Museo di Scultura Antica Giovanni Barracco, Rome
- Museo Nazionale Preistorico Etnografico "Luigi Pigorini", Rome
- Museo Nazionale Cerite, Cerveteri
- Museo Archeologico Nazionale, Tarquinia
- Museo Civico, Viterbo
- Museo Civico Rocca Monaldeschi, Bolsena

Toscane
- Museo archeologico nazionale di Firenze, Florence
- Museo Archeologico Nazionale, Arezzo
- Museo Archeologico Nazionale, Chiusi
- Museo Archeologico e d'Arte della Maremma, Grosseto
- Museo Archeologico e della Vite e del Vino, Scansano
- Museo Archeologico “Francesco Nicosia”, Carmignano
- Museo Archeologico del Territorio di Populonia, Piombino
- Museo Archeologico, Massa Marittima
- Museo Archeologico, Orbetello
- Museo Archeologico, Saturnia
- Museo Civico Archeologico, Sarteano
- Museo Civico Archeologico, Pitigliano
- Museo Civico Archeologico, Rosignano Marittimo
- Museo Civico Archeologico “Isidoro Falchi”, Vetulonia
- Museo Civico Archeologico delle Acque, Chianciano Terme
- Museo dell'Academia Etrusca, Cortona
- Museo della Città Etrusca e Romana, Cortona
- Museo di Preistoria e Protostoria della Valle del Fiora, Manciano
- Museo Guarnacci, Volterra
- Antiquarium di Poggio Civitate, Murlo
- Centro di Documentazione del Territorio per gli Etruschi, Scarlino
- Museo Archeologico di Cecina, Cecina

Umbrië
- Museo Archeologico, Perugia
- Museo Archeologico Nazionale, Orvieto
- Museo Archeologico "Claudio Faina", Orvieto

Emilia Romagna
- Museo Civico, Bologna
- Museo Nazionale Etrusco Pompeo Aria, Marzabotto
- Galeria Nazionale Estense, Modena
- Museo Civico, Piacenza

Overige regio's
- Museo Civico Archeologico Milaan
- Museo Provinciale Campano, Capua
- Museo Archeologico Regionale Antonio Salinas, Palermo

### Buitenlandse collecties
De collecties in het Louvre te Parijs en in de Ny Carlsberg Glyptotek te Copenhagen vormen de grootste collecties buiten Italië.
België
- Koninklijke Musea voor Kunst en Geschiedenis, Brussel
- Gallo-Romeins Museum, Tongeren

Nederland
- Rijksmuseum van Oudheden, Leiden
- Allard Pierson Museum, Amsterdam[24]

Frankrijk
- Musée du Louvre, Parijs
- Musée d'Archéologie Méditerannéenne, Marseille
- Musée d'Archéologie, Antibes
- Musée Jérôme Carcopino, Aleria, Corsica

Duitsland
- Altes Museum, Berlijn
- Museum für Kunst und Gewerbe, Hamburg
- Martin-von-Wagner Museum, Antikensammlung, Würzburg
- Staatliche Antikensammlungen, München
- Römisch-Germanisches Zentralmuseum, Mainz

Zwitserland
- Antikenmuseum Basel, Bazel
- Musée d'Art et d'Histoire, Genève

Oostenrijk
- Kunsthistorisches Museum, Wenen

Hongarije
- Museum voor Schone Kunsten, Boedapest

Verenigd Koninkrijk
- British Museum, Londen
- Shefton Museum of Greek Art and Archeology (University of Newcastle), Newcastle
- Manchester Museum, Manchester

Denemarken
- Nationaal museum van Denemarken, Kopenhagen
- Ny Carlsberg Glyptotek, Kopenhagen

Kroatië
- Archeologisch museum, Zagreb

Rusland
- Hermitage museum, Sint-Petersburg

Israël
- The Israel Museum, Jeruzalem

Verenigde Staten
- Metropolitan Museum of Art, New York
- Museum of Fine Arts, Boston
- Penn Museum, University of Pennsylvania Museum of Archeology and Anthropology, Philadelphia
- J. Paul Getty Museum, Los Angeles
- Walters Art Museum, Baltimore

## Tentoonstellingen
- Van 31 januari tot 4 mei 2008 te Barcelona (CaixaForum), daarna te Palma de Majorca en Madrid, de tentoonstelling Principes Etruscos. Entre Oriente y Occidente.
- Van 15 oktober 2008 tot 15 februari 2009 liep in het Akademisches Kunstmuseum der Universität Bonn de tentoonstelling Rasna - die Etrusker.
- In 2009 liep de tentoonstelling Signori di Maremma. Elites etrusche tra Populonia e Vulci, in het Museo Archeologico e d’Arte della Maremma (Grosseto, Toscane) en tevens From the Temple and the Tomb, Etruscan Treasures from Tuscany in het Meadows Museum in Dallas, Texas, Verenigde Staten, met meer dan 300 objecten die meest volledige tentoonstelling van Etruskische kunst in de VS.
- In 2011 was er in Cortona de tentoonstelling Le collezioni del Louvre a Cortona. Gli Etruschi dall'Arno al Tevere.
- Etrusken. Vrouwen van aanzien, Mannen met macht (2011–2012) was een tentoonstelling in het Rijksmuseum van Oudheden (Leiden) en het Allard Pierson Museum (Amsterdam).
- Van 23 juni tot 25 november 2012 liep in het Musée d'Archéologie et d'Histoire, Maison-des-Marins de Pointe-à-Callière, Montréal, Canada, de tentoonstelling Les Etrusques. Civilisation de l'Italie ancienne.
- In 2013 was er in de Gallo-Romeins Museum (Tongeren) een tentoonstelling over de Etrusken met als titel "Una storia particolare" (een apart verhaal).
- Tot 9 februari 2014 liep een tentoonstelling in het Musée Maillol te Parijs: Les Étrusques, un hymne à la vie (De Etrusken, een loflied op het leven).
- Van 3 juni tot 29 oktober 2017 liep in het Musée d'Archéologie & du Patrimoine Marius Vazeilles, 19250 Meymac (Frankrijk) de tentoonstelling Splendeur et Mystères des Étrusques.
- In januari 2018 liep in het Musée national de Carthage, te Tunis, de tentoonstelling Carthage et les Etrusques, une si vieille amitié
- Van maart tot september 2018 liep in het Musée National d'Histoire et d'Art van de stad Luxemburg de tentoonstelling Le lieu céleste. Les Étrusques et leurs dieux. Le Sanctuaire Fédéral d’Orvieto
- Van juni tot oktober 2021 was er in Cortona de tentoonstelling Luci dalle tenebre. Dai lumi degli Etruschi ai bagliori di Pompei.
- Van 1 juli tot 2 oktober 2022 liep op het eiland Elba in het Museo Archeologico del Distretto Minerario di Rio nell'Elba, de tentoonstelling Il ferro e l'oro. Rotte mediterranee tra Etruria e Oriente
- Van augustus 2022 tot maart 2023 loopt in de Chinese steden Suzhou en Chengdu de tentoonstelling Etruscans. Lords of ancient Italy ter gelegenheid van het Anno della Cultura e del Turismo Italia-Cina 2022.
- Van 7 december 2024 tot 16 maart 2025 loopt de tentoonstelling 20th Century Etruscans in Mart te Rovereto. Ze belicht de invloed van Etruskische beelhouwwerken op kunstenaars zoals, Alberto Giacometti, Pablo Picasso, Andy Warhol, op de designer Marcello Nizzoli en film regisseurs zoals Alfred Hitchcock.